# علم

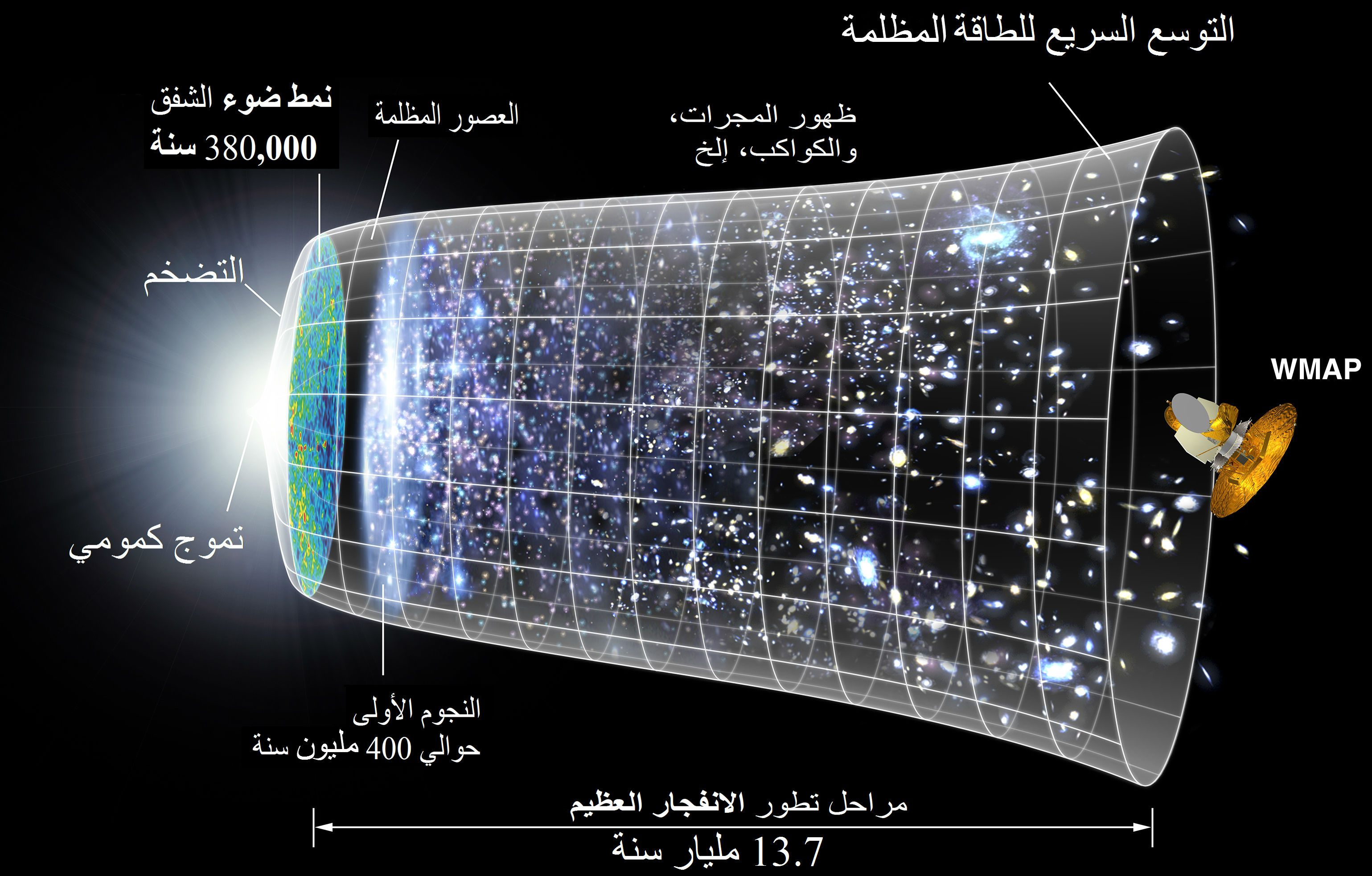
يُمثَّل الكون على شكل شرائح متعددة على شكل قرص عبر الزمن، حسب نظرية الانفجار العظيم، والتي تمر من اليسار إلى اليمين.

العِلْـمُ (الجمع: العُلوم)، (باللاتينية: Scientia) أي «المعرفة»، هو أسلوب منهجي لبناء وتنظيم المعرفة في صورة تفسيرات وتوقعات قابلة للاختبار.(1)(2) يرتكز مفهوم العلم على مصطلح المنهجية العلمية الذي بدوره يدرس البيانات ويضع فرضيات لتفسيرها ويختبرها وكل هذه العملية للوصول إلى معرفة قائمة على التجربة والتأكد من صحتها بدل التخمين.
يمكن تتبع جذور العلوم الأولى إلى مصر القديمة وبلاد ما بين النهرين في قرابة 3500 إلى 3000 سنة قبل الميلاد.(3) شكلت مساهماتهم في الرياضيات وعلم الفلك والطب الفلسفة اليونانية الطبيعية للعصور الكلاسيكية القديمة، حيث بُذلت محاولات رسمية لتقديم تفسيرات للأحداث في العالم المادي بناءً على أسباب طبيعية. بعد سقوط الإمبراطورية الرومانية الغربية، تدهورت المعرفة اليونانية في أوروبا الغربية خلال القرون الأولى (400 إلى 1000 للميلاد) في العصور الوسطى ولكن جرى الحفاظ عليها وتطويرها في العالم الإسلامي خلال العصر الذهبي الإسلامي. انتعشت وتُرجمت الأعمال اليونانية وأضيفت إليها الملاحظات الإسلامية لما أصبح اسمها الفلسفة الإسلامية وانتقلت إلى أوروبا من القرن العاشر إلى الثالث عشر مما أحيا «الفلسفة الطبيعية»، والتي تحولت لاحقًا بواسطة الثورة العلمية التي بدأت في القرن السادس عشر لتجديد الأفكار والاكتشافات التي بدورها أزاحت المفاهيم والتقاليد اليونانية السابقة، واستبدلتها بالمنهجية العلمية. سرعان ما لعبت الطريقة العلمية دورًا أكبر في تكوين المعرفة، ولم يبدأ ظهور العديد من السمات المؤسسية والمهنية للعلوم حتى القرن التاسع عشر؛ إلى جانب تغيير «الفلسفة الطبيعية» إلى مفهوم «العلوم الطبيعية».(4)
ينقسم العلم الحديث عادة إلى ثلاثة فروع رئيسية تتكون من العلوم الطبيعية (مثل الأحياء والكيمياء والفيزياء)، والتي تدرس الطبيعة بالمعنى الأوسع؛ العلوم الاجتماعية مثل (الاقتصاد وعلم النفس وعلم الاجتماع)، التي تدرس الأفراد والمجتمعات؛ والعلوم الشكلية مثل (المنطق والرياضيات وعلوم الحاسوب النظرية)، التي تدرس المفاهيم المجردة. هناك خلاف، حول ما إذا كانت العلوم الشكلية تشكل في الواقع علمًا لأنها لا تعتمد على أدلة تجريبية. وتوصف التخصصات التي تستخدم المعرفة العلمية الحالية لأغراض عملية، مثل الهندسة التطبيقية والطب، بأنها علوم تطبيقية.
يعتمد العلم على الأبحاث التي تجرى عادة في المؤسسات الأكاديمية والبحثية وكذلك في الوكالات الحكومية والشركات. أدى التأثير العملي للبحث العلمي إلى ظهور سياسات علمية تسعى إلى التأثير على المؤسسة العلمية من خلال إعطاء الأولوية لتطوير المنتجات التجارية والأسلحة والرعاية الصحية وحماية البيئة.

## تاريخ العلم
العلم بالمعنى الواسع كان موجودًا قبل العصر الحديث وفي العديد من الحضارات التاريخية. العلم الحديث متميز في منهجيته العلمية، لذلك يعرف الآن العلم بالمعنى الدقيق للكلمة. كان العلم بمعناه الأصلي كلمة لنوع من المعرفة، وليس كلمة متخصصة في السعي وراء هذه المعرفة. على وجه الخصوص، كان نوع المعرفة التي يمكن للناس التواصل مع بعضهم البعض ومشاركتها. على سبيل المثال، جُمِعَت المعرفة حول عمل الأشياء الطبيعية قبل وقت طويل من التاريخ المسجل وأدت إلى تطوير الفكر التجريدي المعقد. يتضح ذلك من خلال بناء تقاويم معقدة، وتقنيات لصنع النباتات السامة الصالحة للأكل، والأشغال العامة على المستوى الوطني، مثل تلك التي استغلت السهول الفيضانية لنهر اليانغتسي بواسطة الخزانات، السدود، والمباني مثل الأهرامات. ومع ذلك، لم يكن هناك تمييز واعي ثابت بين معرفة مثل هذه الأشياء، والتي هي صحيحة في كل مجتمع، وأنواع أخرى من المعرفة المجتمعية، مثل الأساطير والأنظمة القانونية. كانت المعادن معروفة في عصور ما قبل التاريخ، وكانت ثقافة فينتشا أول منتج معروف للسبائك الشبيهة بالبرونز. ويعتقد أن التجارب المبكرة للتسخين وخلط المواد مع مرور الوقت تطورت لتصبح خيمياء.

### الثقافات المبكرة
لم تكن كلمات ولا مفاهيم «العلم» و«الطبيعة» جزءًا من المشهد المفاهيمي في الشرق الأدنى القديم. استخدم سكان بلاد ما بين النهرين القدامى المعرفة حول خواص المواد الكيميائية الطبيعية المختلفة لتصنيع الفخار والقشور والزجاج والصابون والمعادن والجص الجيري والعزل المائي؛ كما درسوا فسيولوجيا الحيوان، وعلم التشريح، والسلوك لأغراض إلهية وقدمت سجلات واسعة النطاق لحركات الأجسام الفلكية لدراستها في علم التنجيم. كان لدى بلاد ما بين النهرين اهتمام كبير بالطب، وتظهر الوصفات الطبية المبكرة في الحضارة السومرية خلال الأسرة الثالثة لأور (قرابة 2112 ق.م - 2004 ق.م). ومع ذلك، يبدو أن سكان بلاد ما بين النهرين لم يكن لديهم اهتمام كبير بجمع المعلومات حول العالم الطبيعي لمجرد جمع المعلومات، وبشكل رئيسي فقط الموضوعات العلمية التي جرت دراستها والتي لها تطبيقات عملية واضحة أو ذات صلة فورية بنظامهم الديني.

### العصور القديمة

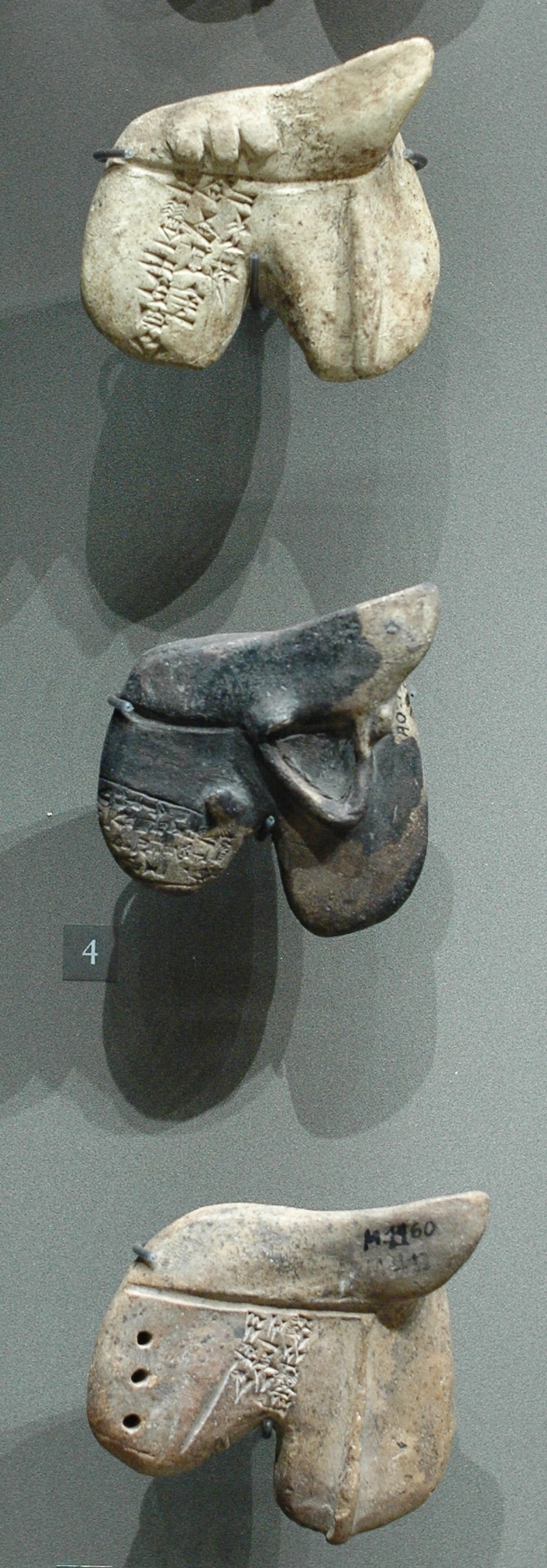
نماذج من الطين للكبد الحيواني تعود إلى القرنين التاسع عشر والثامن عشر قبل الميلاد، وجدت في القصر الملكي في ماري، سوريا.

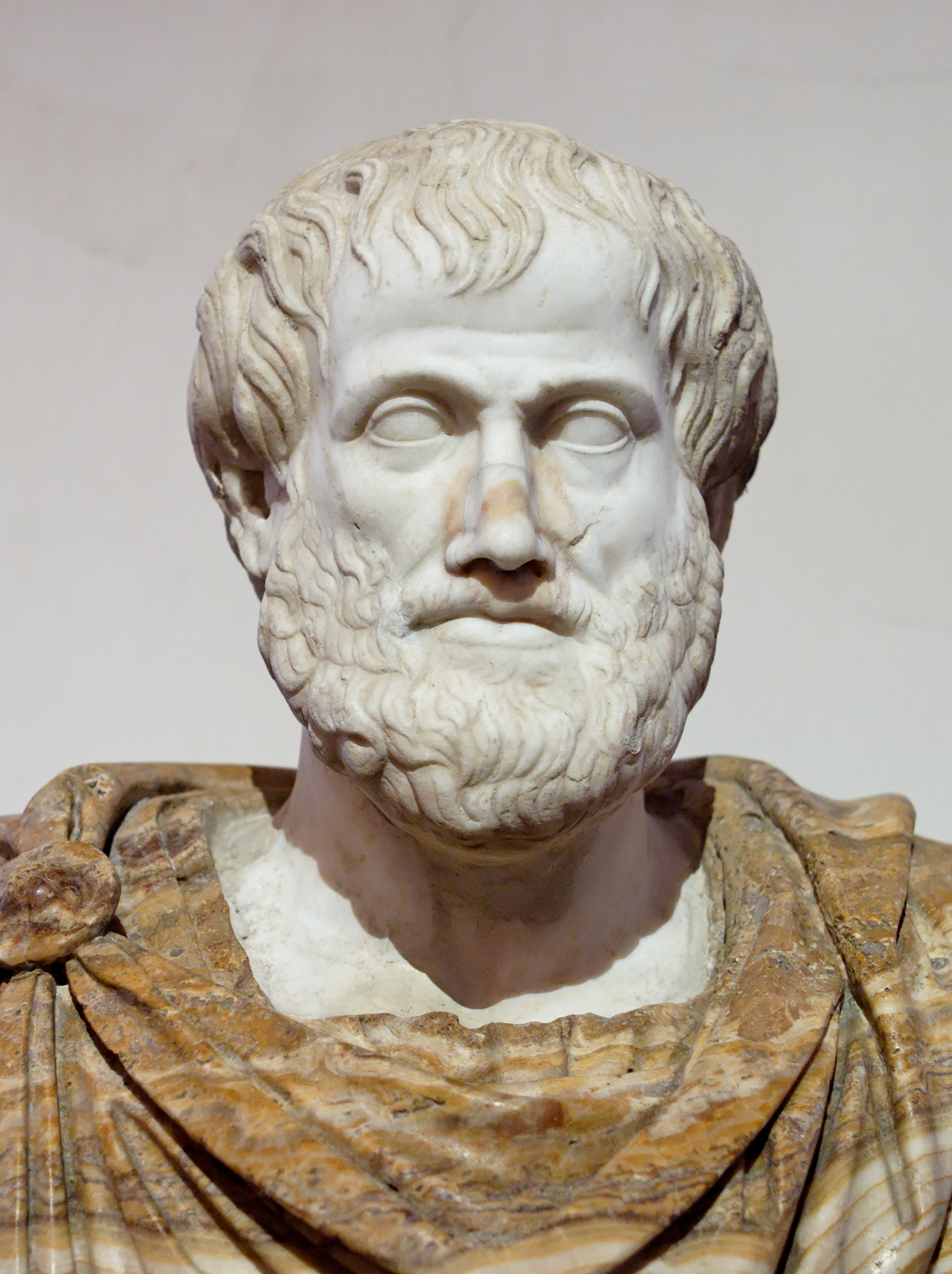
أرسطو، 384-322 قبل الميلاد، واحدة من الشخصيات الأولى التي ساهمت في تطوير المنهج العلمي.

في العصور القديمة الكلاسيكية، كان العلم يمارس بين الأفراد المتعلمين جيدًا، والذين عادة ما يكونون من الطبقة العليا، ومن الذكور، بإجراء العديد من التحقيقات في الطبيعة كلما أمكنهم ذلك. قبل اختراع أو اكتشاف مفهوم الطبيعة من قبل فلاسفة ما قبل سقراط، تميل الكلمات آنذاك إلى استخدام الطبيعة لوصف «الطريقة» لسير المظاهر الطبيعية، لهذا السبب، يُزعم أن هؤلاء الرجال كانوا أول الفلاسفة بالمعنى الدقيق للكلمة، وأيضًا الأشخاص الأوائل الذين يميزون بوضوح بين «الطبيعة» و«الأعراف». كانت الفلسفة الطبيعية، مقدمة العلوم الطبيعية، وهكذا تميزت بأنها معرفة الطبيعة والأشياء الحقيقية لكل مجتمع، وكان اسم السعي وراء هذه المعرفة المتخصصة هو عالم الفلسفة أول فيلسوف فيزيائي. كانوا أساسًا المنظرين، يهتمون بعلم الفلك بصفة خاصة.
كان الفلاسفة اليونانيون الأوائل لمدرسة ميليسيان، التي أسسها طاليس ميليتوس واستمرارها لاحقًا على يد أناكسيماندر وأناكسيمينيس، أول من حاول شرح الظواهر الطبيعية دون الاعتماد على الخوارق الطبيعية. طور الفيثاغوريون فلسفة حول الأعداد وساهموا مساهمة كبيرة في تطوير العلوم الرياضياتية. طورت نظرية الذرات من قبل الفيلسوف اليوناني ليوكيبوس وطالبه ديموقريطس. أسس الطبيب اليوناني أبقراط تقليد العلوم الطبية المنهجية ويعرف باسم «والد الطب».
كانت نقطة التحول في تاريخ العلوم الفلسفية المبكرة مثال سقراط على تطبيق الفلسفة على دراسة المسائل الإنسانية، بما في ذلك الطبيعة البشرية، وطبيعة المجتمعات السياسية، والمعرفة الإنسانية نفسها. الطريقة السقراطية كما وثقتها حوارات أفلاطون هي طريقة جدلية للتخلص من الفرضيات «توجد فرضيات أفضل من خلال التحديد الثابت والقضاء على تلك التي تؤدي إلى التناقضات». يبحث الأسلوب السقراطي عن الحقائق العامة الشائعة التي تشكل المعتقدات وتمحيصها لتحديد مدى اتساقها مع المعتقدات الأخرى. انتقد سقراط النوع الأقدم من دراسة الفيزياء باعتبارها مضاربة بحتة وتفتقر إلى النقد الذاتي. في وقت لاحق اتهم سقراط بإفساد شباب أثينا لأنه «لم يؤمن بالآلهة التي تؤمن بها الدولة، بل في كائنات روحانية جديدة أخرى». ندد سقراط هذه الإدعاءات، ولكن حُكم عليه بالإعدام.
أنشأ أرسطو في وقت لاحق برنامجًا منهجيًا للفلسفة الغائية، التي تقوم على مبدأ ارتباط العالم بعضه ببعض ارتباط العلّة بالغاية ويقابلها العدمية. في الفيزياء، تدور الشمس حول الأرض، وهناك أشياء كثيرة تجعلها جزءًا من طبيعتها بالنسبة للبشر. كل شيء له سبب رسمي، والسبب النهائي، ودور في ترتيبها الفلكي. أصر سقراط أيضًا على أنه ينبغي استخدام الفلسفة للنظر في السؤال العملي عن أفضل طريقة للعيش من أجل الإنسان. أكد أرسطو أن الرجل يعرف شيئًا علمياً «عندما يكون لديه قناعة تَوصَّلَ إليها بطريقة معينة، وعندما تكون المبادئ الأولى التي تستند إليها تلك القناعة معروفة له على وجه اليقين».
كان الفلكي اليوناني أرسطرخس الساموسي (310-230 قبل الميلاد) أول من اقترح نموذجًا شمسيًا للكون، مع وجود الشمس في المنتصف وجميع الكواكب التي تدور حوله. رُفِض نموذج أرسطرخس على نطاق واسع لأنه كان يعتقد أنه ينتهك قوانين الفيزياء. قدم المخترع وعالم الرياضيات أرخميدس من سيراكوز مساهمات كبيرة في بدايات حساب التفاضل والتكامل وأحيانًا كان الفضل في ذلك هو مخترعها، على الرغم من أن حسابه في حساب التفاضل والتكامل يفتقر إلى العديد من الميزات المحددة. كان بلينيوس الأكبر مؤلفًا ورومانيًا، وقد كتب موسوعة التاريخ الطبيعي، ويتناول التاريخ والجغرافيا والطب وعلم الفلك وعلوم الأرض وعلم النبات وعلم الحيوان. كان علماء آخرون في العصور القديمة أمثال: ثيوفراستوس، إقليدس، هيروفيلوس، هيبارخوس، بطليموس، وجالينوس.

### تطور العلم في الصين وشبه القارة الهندية

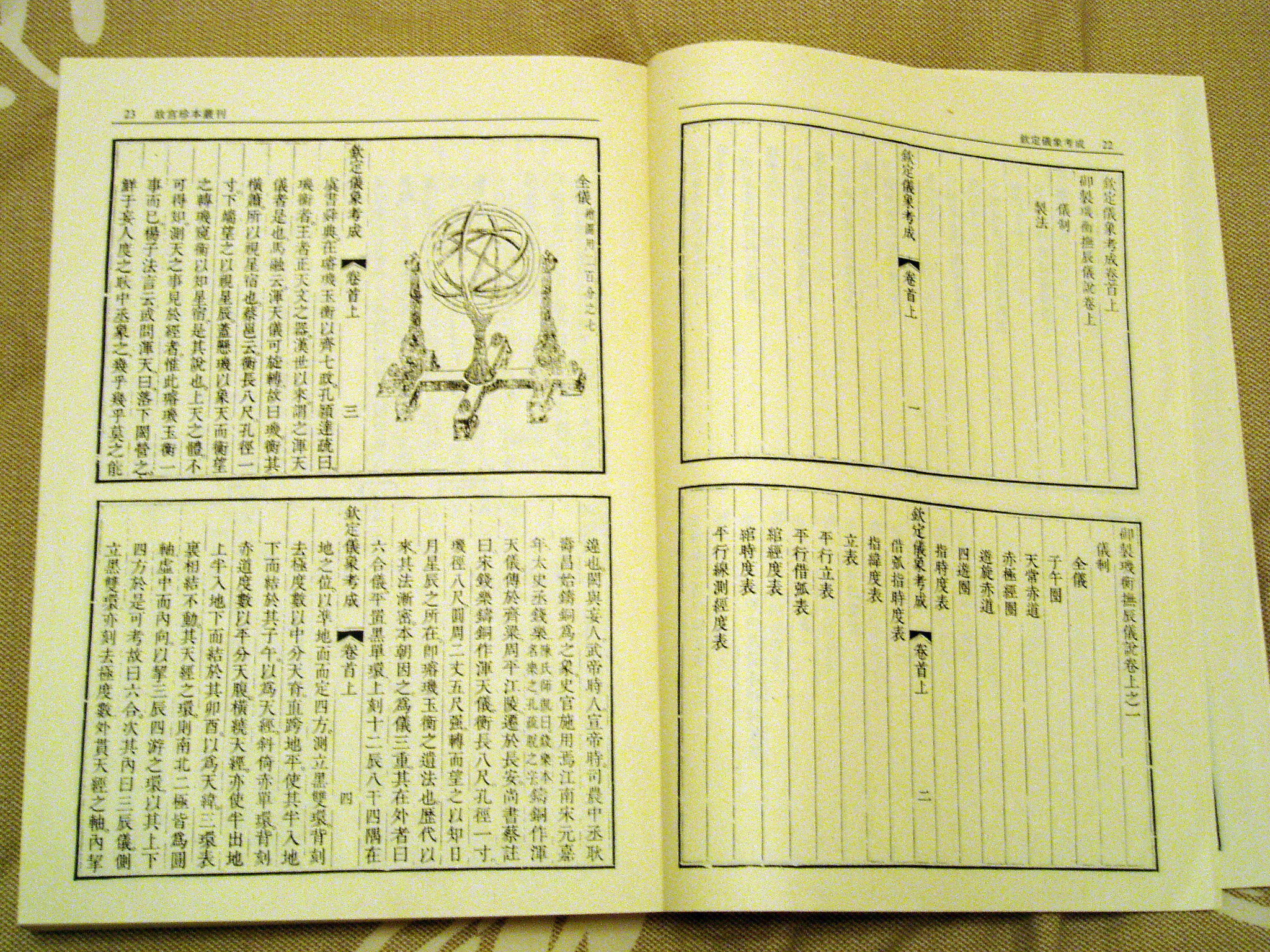
طريقة لعمل أجهزة تستعمل في المراقبات الفلكية ترجع لسلالة تشينغ الحاكمة.

حقق العلماء والمهندسون الصينيون القدماء ابتكارات علمية ونتائج وتطورات تكنولوجية مهمة عبر مختلف التخصصات العلمية بما في ذلك العلوم الطبيعية والهندسة والطب والتكنولوجيا العسكرية والرياضيات والجيولوجيا وعلم الفلك.
من بين أقدم الاختراعات العداد، و«ساعة الظل»، والعناصر الأولى مثل فوانيس كونغ مينغ. كانت الاختراعات الأربعة العظيمة، البوصلة، البارود، صناعة الورق، والطباعة، من بين أهم التطورات التكنولوجية، عُرِفَت هذه الاختراعات في أوروبا فقط بنهاية العصور الوسطى بعد 1000 عام. كان عهد سلالة تانغ (618-906 للميلاد) على وجه الخصوص عهدًا زاخرًا بالابتكارات. حدث قدر كبير من التبادل بين الاكتشافات الغربية والصينية حتى عهد أسرة تشينغ. قدّمت البعثات اليسوعية للصين في القرنين السادس عشر والسابع عشر العلم الغربي وعلم الفلك للصين، ثم خضعت لثورتها الخاصة، وجلبت المعرفة التكنولوجية الصينية إلى أوروبا. في القرنين التاسع عشر والعشرين، كان إدخال التكنولوجيا الغربية عاملاً رئيسياً في تحديث الصين. قام جوزيف نيدام بالكثير من الأعمال الغربية المبكرة في تاريخ العلوم في الصين.
يبدأ تاريخ العلم والتكنولوجيا في شبه القارة الهندية بالنشاط البشري في عصور ما قبل التاريخ في حضارة وادي السند وصولاً إلى الدول والإمبراطوريات المبكرة. يعود نظام الأرقام العشرية باستخدام الهيروغليفية إلى 3000 قبل الميلاد في مصر، واستُخدم لاحقًا في الهند القديمة حيث كان تطوير نظام الترقيم الحديث. بحلول القرن التاسع الميلادي، نُقِل نظام العد الهندي العربي من الهند عبر الشرق الأوسط وبقية العالم. يُنسب مفهوم «الصفر 0» كرقم إلى الهند. في الهند، أُجرِيت الحسابات العملية باستخدام الصفر، والذي تم التعامل معه مثل أي رقم آخر بحلول القرن التاسع الميلادي، حتى في حالة القسمة. تمكن براهماغوبتا (598-668) من إيجاد حلول (متكاملة) لمعادلة بيل. يعود التصميم المفاهيمي لآلة الحركة الدائمة بواسطة بهاسكارا الثاني إلى عام 1150. الذي يعد أحد أعظم رياضيي الهند في العصور الوسطى.

### العصور الوسطى الأوروبية والعصر الذهبي للإسلام

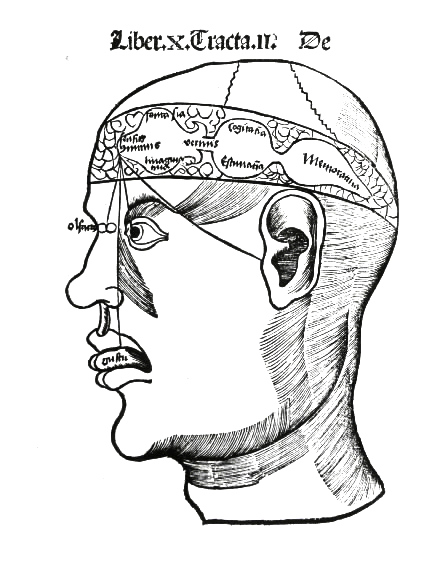
افترض العلم في العصور الوسطى البطين من الدماغ كموقع للحس السليم لدينا، حيث اختلطت أشكال من أجهزتنا الحسية.

بسبب انهيار الإمبراطورية الرومانية الغربية وبسبب فترة الهجرة، حدث تراجع فكري في الجزء الغربي من أوروبا في القرن الخامس. في المقابل، قاومت الإمبراطورية البيزنطية هجمات من الغزاة، وحفظت وحسنت من نظامها التعليمي. شكك يوحنا النحوي، الباحث البيزنطي في القرن السادس، في تعاليم أرسطو للفيزياء ولاحظ عيوبها. وكذلك غاليليو غاليلي الذي استشهد بعد عشرة قرون، خلال الثورة العلمية، على نطاق واسع في أعماله بينما كان يدافع عن سبب عيوب الفيزياء الأرسطية.
خلال العصور القديمة المتأخرة وأوائل العصور الوسطى، اُستخدم نهج أرسطو للاستعلام عن الظواهر الطبيعية. فقدت بعض المعارف القديمة، أو في بعض الحالات كانت غامضة، خلال سقوط الإمبراطورية الرومانية الغربية والصراعات السياسية الدورية. ومع ذلك، ظلت مجالات العلوم العامة (أو «الفلسفة الطبيعية» كما كانت تسمى) والكثير من المعرفة العامة من العالم القديم محفوظة من خلال أعمال الموسوعات اللاتينيين الأوائل مثل إيزيدور الإشبيلي. ومع ذلك، فقد ضاعت نصوص أرسطو الأصلية في أوروبا الغربية في نهاية المطاف، ولم يكن هناك سوى نص واحد كتبه أفلاطون معروف على نطاق واسع، وطيماوس، الذي كان الحوار الأفلاطوني الوحيد، وأحد الأعمال الأصلية القليلة للفلسفة الطبيعية الكلاسيكية، المتاحة للقراء اللاتينيين في أوائل العصور الوسطى. عمل أصلي آخر اكتسب نفوذه في هذه الفترة كان بطليموس، الذي يحتوي على وصف مركز الأرض للنظام الشمسي.
خلال العصور القديمة المتأخرة، في الإمبراطورية البيزنطية اُحتفظ بالعديد من النصوص الكلاسيكية اليونانية. أجريت العديد من الترجمات السريانية من قبل مجموعات مثل النساطرة والمونوفيزيون. لقد لعبوا دورًا هاما عندما ترجموا النصوص اليونانية الكلاسيكية إلى العربية في ظل الخلافة الإسلامية، والتي أُجري خلالها الحفاظ على العديد من الكتابات الكلاسيكية وفي بعض الحالات تحسينها. بالإضافة إلى ذلك، أنشأت الإمبراطورية الفارسية المجاورة، الأكاديمية الطبية لجنديسابور حيث أسس الأطباء اليونانيون والسريانيون والفرس المركز الطبي الأكثر أهمية في العالم القديم خلال القرنين السادس والسابع.
تأسس بيت الحكمة في بغداد في العهد العباسي، حيث ازدهرت الدراسة الإسلامية للأرسطية. كان الكندي أول فلاسفة العصر الديني الإسلامي، ومعروفًا بجهوده لإدخال الفلسفة اليونانية والهلنستية إلى العالم العربي. ازدهر العصر الذهبي الإسلامي من هذا الوقت حتى غزوات المغول في القرن الثالث عشر. كان ابن الهيثم، وكذلك سلفه ابن سهل، على دراية في بصريات بطليموس، واستخدم ابن الهيثم التجارب كوسيلة لاكتساب المعرفة.(5) دحض ابن الهيثم نظرية بطليموس عن الرؤية، لكنها لم تقم بأي تغييرات مقابلة على الميتافيزيقيا لأرسطو. علاوة على ذلك، طور الأطباء والخيميائيون مثل الفرس، ابن سينا والرازي علم الطب تطويرًا كبيرًا من خلال الكتابة السابقة لقانون الطب، وهي موسوعة طبية تستخدم حتى القرن الثامن عشر واكتشف الأخير مركبات متعددة مثل الكحول. يعتبر كتاب القانون في الطب لابن سينا أحد أهم المنشورات في الطب وساهم كلاهما مساهمة كبيرة في ممارسة الطب التجريبي، باستخدام التجارب والتجارب السريرية لدعم مزاعمهم.
في العصور القديمة الكلاسيكية، كان من المحظور في الحضارتين اليونانية والرومانية ممارسة التشريح، ولكن في العصور الوسطى تغير الأمر، بدأ أساتذة الطب والطلاب في بولونيا في فتح الأجسام البشرية، وتأليف موندينو دي لوتزي أول كتاب تشريحي معروف يعتمد على تشريح الإنسان.
بحلول القرن الحادي عشر أصبحت معظم أوروبا مسيحية. برزت ملكيات أقوى. بدأت التطورات التكنولوجية والابتكارات الزراعية مما زاد من إمدادات الغذاء والسكان. بالإضافة إلى ذلك، بدأت ترجمة النصوص اليونانية الكلاسيكية من العربية واليونانية إلى اللاتينية، مما يعطي مستوى أعلى من المناقشة العلمية في أوروبا الغربية.
بحلول عام 1088، كانت أول جامعة في أوروبا (جامعة بولونيا) قد خرجت من بداياتها الدينية. زاد الطلب على الترجمات اللاتينية (على سبيل المثال، من مدرسة توليدو للمترجمين)؛ بدأ الأوروبيون الغربيون في جمع النصوص المكتوبة ليس فقط باللغة اللاتينية، ولكن أيضًا بالترجمات اللاتينية من اليونانية والعربية والعبرية. نُشرت نسخ مخطوطة من كتاب البصريات لابن الهيثم في جميع أنحاء أوروبا قبل عام 1240، كما يتضح من دمجها في منظور ويتلو. ترجمت أعمال ابن سينا إلى اللاتينية. على وجه الخصوص، بدأ البحث عن نصوص أرسطو، بطليموس، وإقليدس، المحفوظة في بيت الحكمة وأيضًا في الإمبراطورية البيزنطية، بين العلماء الكاثوليك. تسبب تدفق النصوص القديمة في عصر النهضة في القرن الثاني عشر وازدهار مجموعة من الكاثوليكية والأرسطية المعروفة باسم المدرسة في أوروبا الغربية، والتي أصبحت مركزًا جغرافيًا جديدًا للعلوم. يمكن فهم التجربة في هذه الفترة على أنها عملية دقيقة لمراقبة ووصف وتصنيف. روجر بيكون كان عالما بارزا في هذا العصر. ركزت الدراسة المدرسية بقوة على الوحي والمنطق الجدلي، وتراجعت تدريجياً على مر القرون القادمة، حيث ازداد تركيز الكيمياء على التجارب التي تتضمن الملاحظة المباشرة والتوثيق الدقيق ببطء.

#### العلم في عصر الحضارة الإسلامية

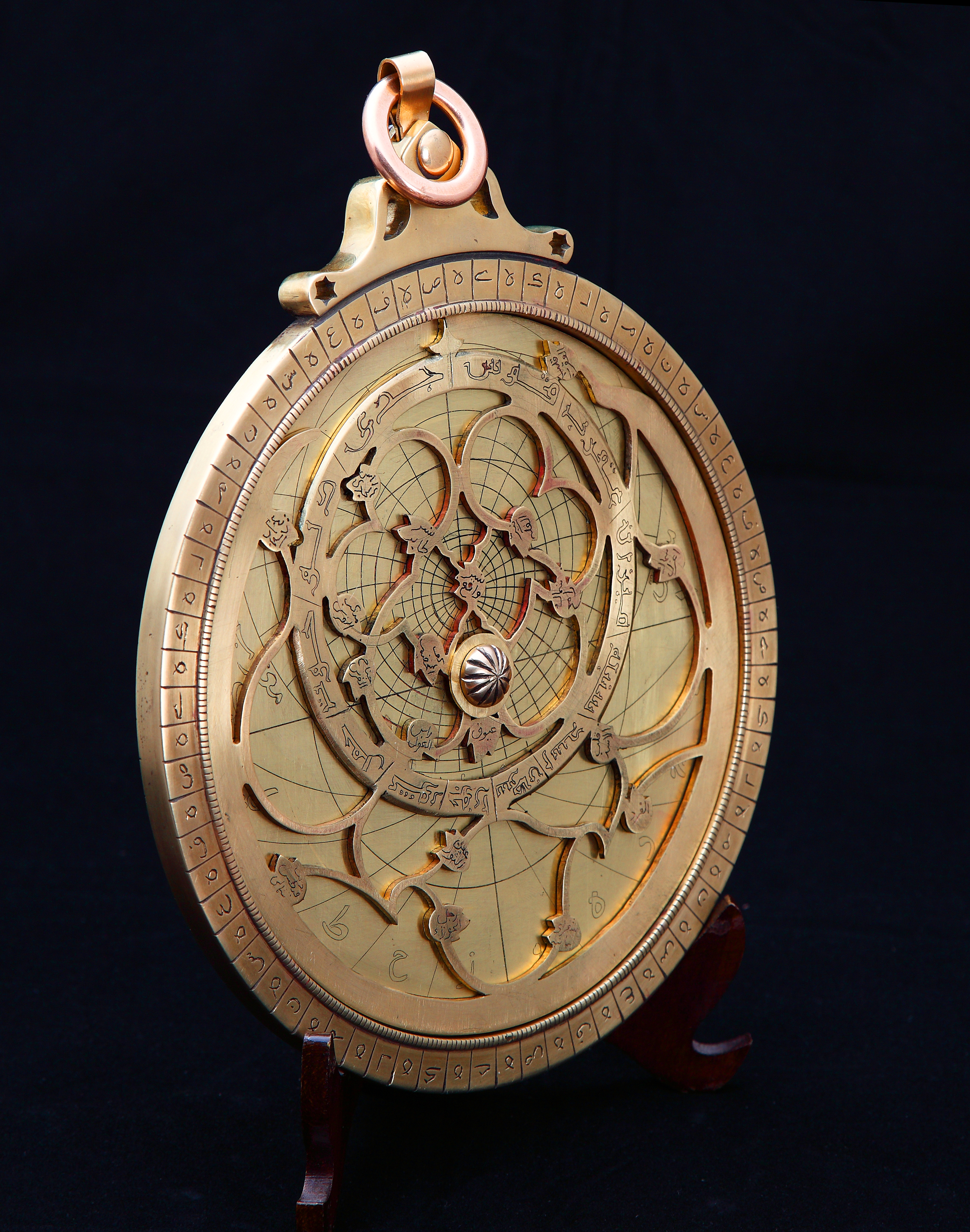
أسطرلاب من القرن الثاني عشر من صنع یعقوب کوشان فی تبريز.

بدأ اهتمام المسلمين بالفيزياء بعد حركات الترجمة التي ترجمت كتب الإغريق ومنها كتب ونظريات أمثال أرسطو، أرخميدس وغيرهم، ومما جعل الفيزياء في العصر الإسلامي في تطور هو توافر آلالات مثل الأسطرلاب وإيجادهم للميكانيكا (علم الحيل). بدأت شرارة اكتشاف المسلمين للفيزياء مع ظهور ابن الهيثم حيث قام بتأسيس وتطوير علم البصريات واكتشاف خواص الضوء وأهمها أن الضوء يأتي من الأجسام إلى العين بعكس ما كان معترف به سابقا عند فلاسفة الإغريق. ثم توالت الاكتشافات والاختراعات.
أما في الرياضيات فكان لعلماء المسلمين في عصر الحضارة الإسلامية فضل كبير في تقدم علم الرياضيات، فلقد استفاد العالم أجمع من الإرث الذي تركوه. في البداية، جمع العلماء المسلمون نتاج علماء الأمم السابقة في حقل الرياضيات، ثم ترجموه، ومنه انطلقوا في الاكتشاف والابتكار والإبداع، ويُعد المسلمون أول من اشتغل في علم الجبر وأول من كتب فيه الخوارزمي، وهم الذين أطلقوا عليه اسم «الجبر»، ونتيجة الاهتمام الذي أولوه إليه، فقد كانوا أول من ألَّف فيه بطريقة علمية منظمة. كما توسعوا في حساب المثلثات وبحوث النسبة التي قسموها إلى ثلاثة أقسام: عددية وهندسية وتأليفية، وحلّوا بعض المعادلات الخطية بطريقة حساب الخطأين، والمعادلات التربيعية، وأحلّوا الجيوب محل الأوتار، وجاءوا بنظريات أساسية جديدة لحل مثلثات الأضلاع، وربطوا علم الجبر بالأشكال الهندسية، وإليهم يرجع الفضل في وضع علم المثلثات بشكل علمي منظم مستقل عن علم الفلك، ما دفع الكثيرين إلى اعتباره علماً عربياً خالصاً.
وقد عرف المسلمون أعمال الخيميائيين المكتوبة باليونانية، وكانت في الغالب معنية بالمعادن ولاسيما بمحاولة إنتاج الذهب من فلزات خسيسة، أو بفكرة إطالة العمر والمحافظة على الشباب (إكسير الحياة). وخلال القرن الثامن الميلادي برزت شخصية جابر بن حيان (قرابة سنة 815 للميلاد)، والذي يُعد أعظم الخيميائيين العرب، وينسب إليه نحو خمسمائة كتاب يتناول الكثير منها الموضوعين المذكورين، وإنتاج الذهب، وإطالة العمر. واشتهر بعد جابر أبو بكر محمد بن زكريا الرازي الطبيب المشهور ذو المقدرة العقلية الفائقة، وهو الذي تحول من الخيمياء النظرية إلى الكيمياء العملية، كما يتجلى في كتابه «الأسرار» الذي يكشف عن إنكاره لمحاولات من عاصره من الجابريين إنتاج الذهب والفضة أو إطالة العمر. وأشهر المؤلفات الكيميائية بعد ذلك هي تلك المنسوبة للعالم الأندلسي مسلمة بن أحمد المجريطي (قرابة سنة 1008 للميلاد)، ثم كتاب أيدمر الجلدكي المصري (قرابة سنة 1342 للميلاد). وكانت كل هذه الكتب المعتمد الأساسي للأوربيين حتى شطر كبير من العصر الحديث.
نشأ الطب الإسلامي كنتيجة للتفاعل الذي حدث بين الطب التقليدي العربي والمؤثرات الخارجية. كانت الترجمات الأولى للنصوص الطبية، عاملاً أساسيًا في تكوّن الطب الإسلامي. كما كان للترجمات اللاتينية للأعمال العربية أثرها البالغ في تطور الطب في نهاية العصور الوسطى وبداية عصر النهضة. ويعد أبو بكر الرازي وابن سينا أعظم هؤلاء الأطباء، وظلت كتبهم تدرّس في المدارس الطبية الإسلامية لفترات طويلة، كما كان لهم وبالأخص ابن سينا أثرًا عظيمًا على الطب في أوروبا في العصور الوسطى. خلال العصور سالفة الذكر، كان المسلمون يصنفون الطب أنه فرع من فروع الفلسفة الطبيعية، متأثرين بأفكار أرسطو وجالينوس. وقد عرفوا التخصص، فكان منهم أطباء العيون ويعرفون بالكحالين، إضافة إلى الجراحين والفصادين والحجامين وأطباء أمراض النساء.

### النهضة والعلوم الحديثة المبكرة

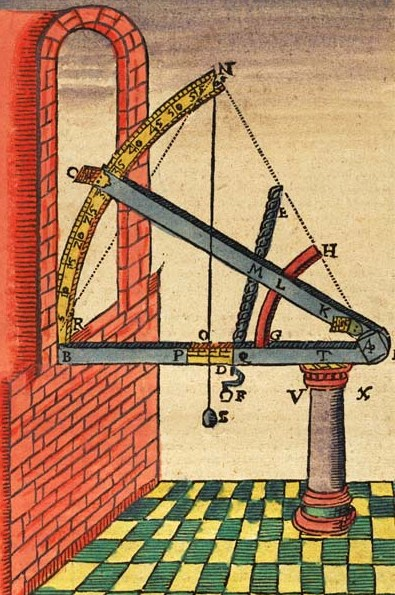
أصبح علم الفلك أكثر دقة بعد أن ابتكر تيخو براهي أدواته العلمية لقياس الزوايا بين جسميين سماويين، قبل اختراع التلسكوب. كانت ملاحظات براهي هي الأساس لقوانين كبلر.

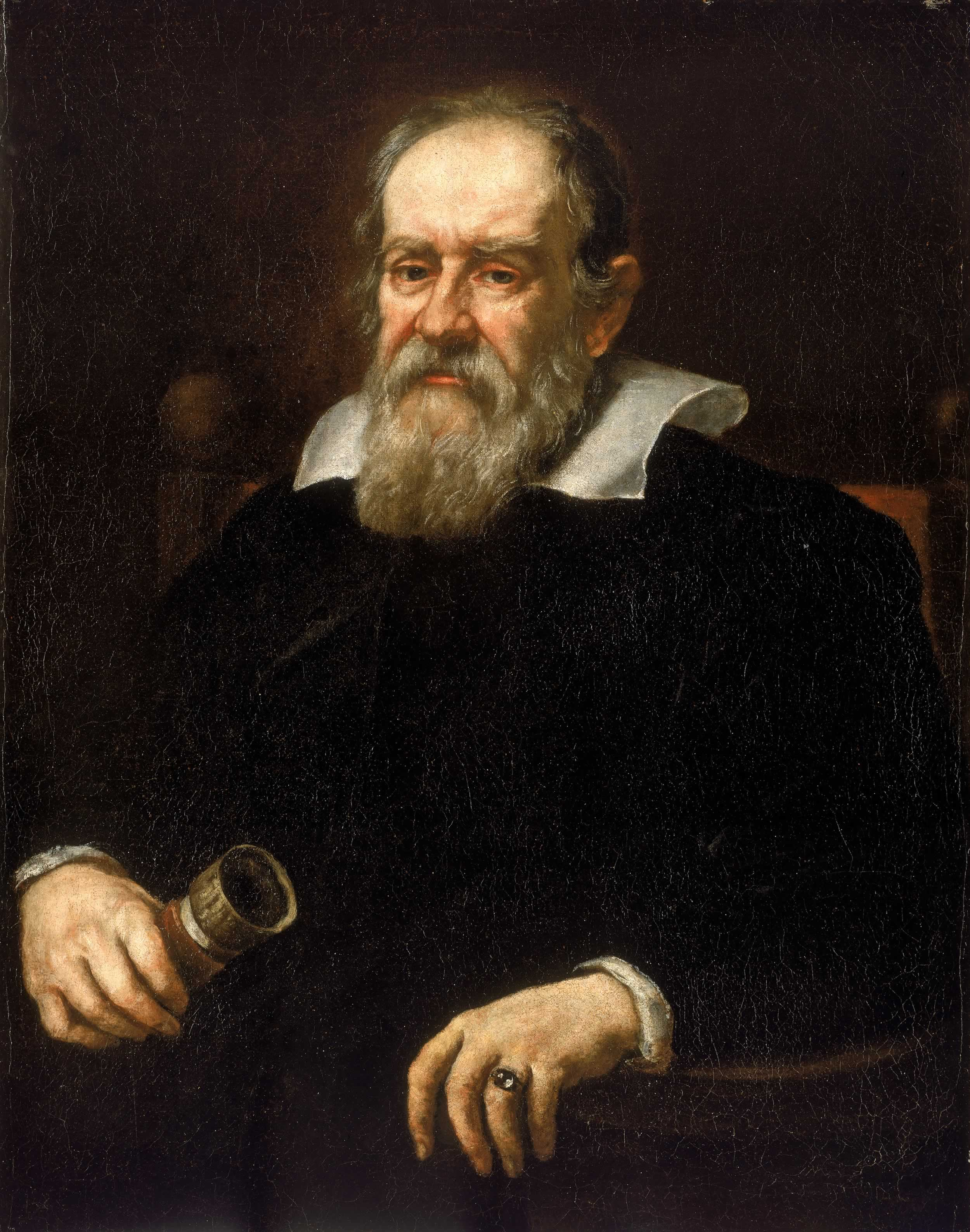
غاليليو غاليلي، الذي يعتبر والد العلم الحديث.

لعبت التطورات الجديدة في مجال البصريات دورًا في بداية عصر النهضة، سواء من خلال تحدي الأفكار الميتافيزيقية القديمة عن الإدراك، وكذلك من خلال المساهمة في تحسين وتطوير التكنولوجيا مثل الكاميرا والتلسكوب. قبل ما نعرفه الآن مع بداية عصر النهضة، قام كل من روجر بيكون وويتلو وجون بيكهام ببناء علم الوجود على سلسلة سببية تبدأ بالإحساس والإدراك وأخيراً الإدراك للأشكال الفردية والعالمية لأرسطو. لقد اُستغل نموذج الرؤية المعروف لاحقًا باسم المنظورية من قبل فناني عصر النهضة. تستخدم هذه النظرية ثلاثة فقط من أربعة أسباب أرسطو: الرسمية والمادية والنهائية.
في القرن السادس عشر، قام كوبرنيكوس بصياغة نموذج شمسي مركزي للنظام الشمسي على عكس نموذج مركز الأرض لبطليموس. كان هذا بناءً على نظرية مفادها أن الفترات المدارية للكواكب أطول لأن الأجرام السماوية بعيدة عن مركز الحركة، حيث وجد أنه لا يتفق مع نموذج بطليموس.
تحدى كبلر وآخرون فكرة أن الوظيفة الوحيدة للعين هي الإدراك، ونقل التركيز الرئيسي في البصريات من العين إلى انتشار الضوء. صمم كبلر العين على شكل كرة زجاجية مملوءة بالماء مع فتحة أمامها لتشكيل المدخل. وجد أن كل الضوء من نقطة واحدة من المشهد أُجري تصويره في نقطة واحدة في الجزء الخلفي من المجال الزجاجي. تنتهي السلسلة البصرية على شبكية العين في الجزء الخلفي من العين. ومع ذلك، اشتهر كبلر بتحسين نموذج كوبرنيكوس عن طريق الطاقة الشمسية من خلال اكتشاف قوانين كبلر للحركة الكوكبية. لم يرفض كبلر الميتافيزيقيا الأرسطية، ووصف عمله بأنه بحث عن وئام المجالات.
استفاد غاليليو من التجربة والرياضيات. ومع ذلك، فقد اضطهد بعد أن بارك البابا أوربان الثامن غاليليو للكتابة عن نظام كوبرنيكاس. استخدم غاليليو الحجج من البابا ووضعها في صوت سيمبليتون في عمل «الحوار بشأن نظامي العالمين الرئيسيين»، الذي أساء بشدة إلى أوربان الثامن.
في شمال أوروبا، استخدمت التكنولوجيا الجديدة في آلة الطباعة على نطاق واسع لنشر العديد من الحجج، بما في ذلك بعض التي اختلفت على نطاق واسع مع الأفكار المعاصرة للطبيعة. نشر رينيه ديكارت وفرانسيس بيكون الحجج الفلسفية لصالح نوع جديد من العلوم غير الأرسطية. أكد ديكارت على التفكير الفردي وجادل بأنه يجب استخدام الرياضيات بدلاً من الهندسة من أجل دراسة الطبيعة. أكد بيكون على أهمية التجربة على التفكير. شكك بيكون كذلك في المفاهيم الأرسطية للسبب الرسمي والسبب النهائي، وعزز فكرة أن العلم يجب أن يدرس قوانين الطبيعة «البسيطة»، مثل الحرارة، بدلاً من افتراض وجود أي طبيعة محددة، أو «سبب رسمي»، لكل نوع معقد من الشيء. بدأ هذا العلم الجديد يرى نفسه يصف «قوانين الطبيعة». هذا النهج المحدث للدراسات في الطبيعة كان ينظر إليه على أنه ميكانيكي. جادل فرانسيس بيكون أيضًا بأن العلم يجب أن يهدف للمرة الأولى إلى الاختراعات العملية لتحسين حياة الإنسان كلها.

### عصر التنوير

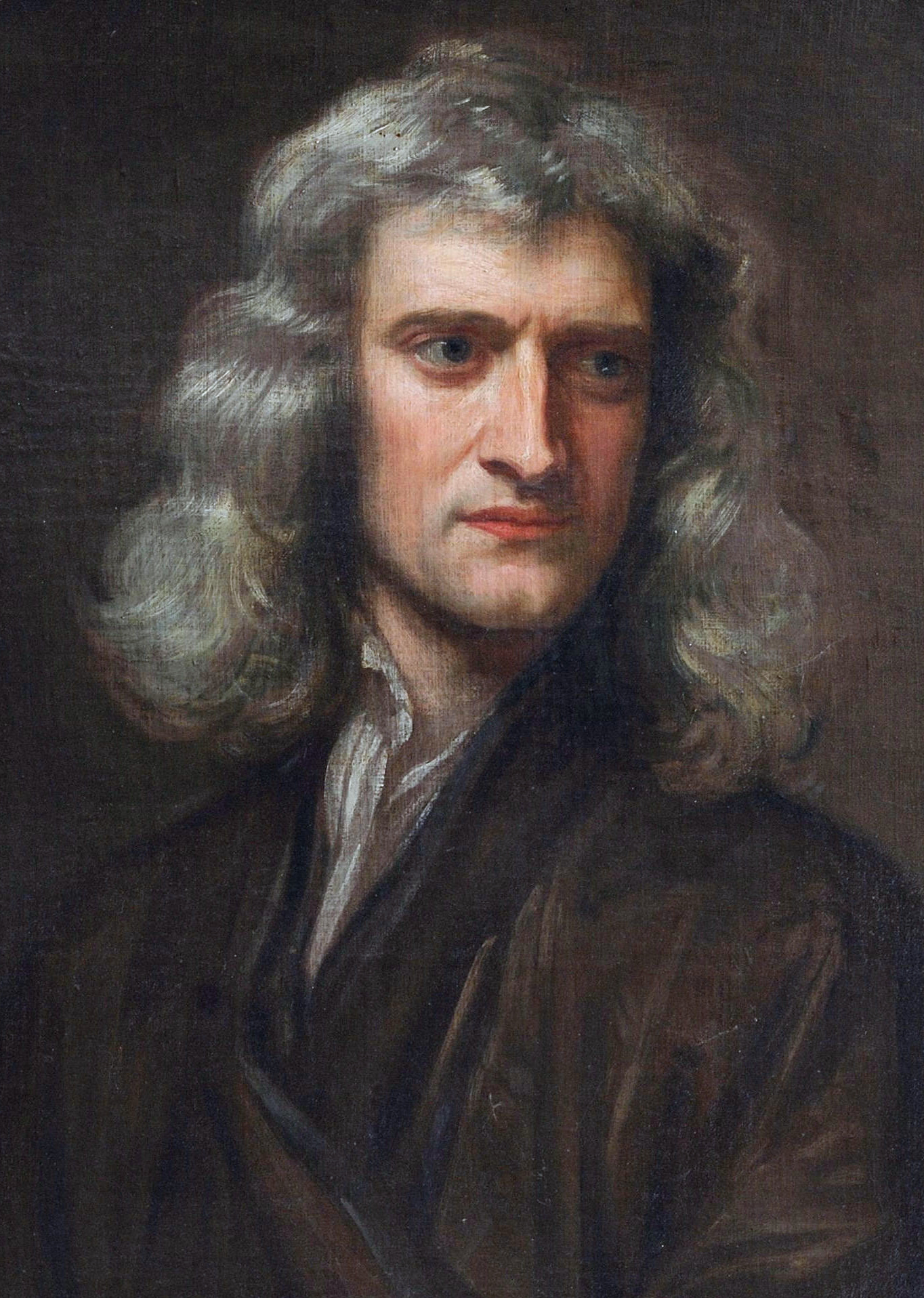
إسحاق نيوتن، عام 1689، قدم إسهامات كبيرة في الميكانيكا الكلاسيكية والجاذبية والبصريات. شارك نيوتن مع غوتفريد لايبنتس تطوير حساب التفاضل والتكامل.

كإشارة إلى عصر التنوير، نجح إسحاق نيوتن وغوتفريد لايبنتس في تطوير فيزياء جديدة، يشار إليها الآن باسم الميكانيكا الكلاسيكية، والتي يمكن تأكيدها بالتجربة وشرحها باستخدام الرياضيات. قام لايبنتس أيضًا بتضمين مصطلحات من فيزياء أرسطو، ولكن حدث استخدامها الآن بطريقة غير غائية جديدة، على سبيل المثال، «الطاقة» و«الإمكانية». هذا يعني ضمناً تحولًا في عرض الكائنات: حيث لاحظ أرسطو أن الكائنات لها أهداف فطرية معينة يمكن تحقيقها، فقد اُعتبرت الكائنات الآن خالية من الأهداف الفطرية. على غرار فرانسيس بيكون، افترض لايبنتس أن أنواعًا مختلفة من الأشياء تعمل جميعها وفقًا لقوانين الطبيعة العامة نفسها، دون أي أسباب رسمية أو نهائية خاصة لكل نوع من أنواع الأشياء. خلال هذه الفترة، أصبحت كلمة «العلم» تستخدم بشكل تدريجي للإشارة إلى نوع من السعي وراء نوع من المعرفة، خاصة معرفة الطبيعة، الاقتراب من معنى المصطلح القديم «الفلسفة الطبيعية».
خلال هذا الوقت، أصبح الهدف المعلن للعلم وقيمته هما إنتاج الثروة والاختراعات التي من شأنها تحسين حياة الإنسان، بالمعنى المادي المتمثل في امتلاك المزيد من الطعام والملابس وأشياء أخرى. على حد تعبير بيكون، «إن الهدف الحقيقي والشرعي للعلوم هو منح الحياة البشرية بالاختراعات والثروات الجديدة»، وقد شجع العلماء على متابعة الأفكار الفلسفية أو الروحية غير الملموسة.
سيطرت الجمعيات العلمية والأكاديميات على العلوم خلال عصر التنوير، والتي حلت إلى حد كبير محل الجامعات كمراكز للبحث العلمي والتطوير. كانت المجتمعات والأكاديميات أيضًا العمود الفقري لنضج المهنة العلمية. تطور مهم آخر هو نشر العلم بين السكان الذين يعرفون القراءة والكتابة بشكل متزايد. قدم الفلاسفة للجمهور العديد من النظريات العلمية، وأبرزها من خلال «الإنسيكلوبيدي» وتعميم نيوتن عن طريق فولتير وكذلك من قبل إيميلي دو شاتليه، المترجم الفرنسي لمبادئ نيوتن.
لقد صنف بعض المؤرخين القرن الثامن عشر كفترة خصبة في تاريخ العلوم؛ ومع ذلك، شهد القرن تطورات مهمة في ممارسة الطب والرياضيات والفيزياء؛ تطوير التصنيف البيولوجي؛ فهم جديد للمغناطيسية والكهرباء؛ ونضج الكيمياء كنظام، الذي أسس الكيمياء الحديثة.
اختار فلاسفة التنوير تاريخًا قصيرًا من أسلافهم العلميين -غاليليو وبويل ونيوتن أساسًا- كمرشدين وضامنين لتطبيقهم لمفهوم الطبيعة والقانون الطبيعي المفرد لكل مجال فيزيائي واجتماعي من اليوم. في هذا الصدد، يمكن تجاهل الدروس المستفادة من التاريخ والهياكل الاجتماعية المبنية عليها.

### القرن التاسع عشر

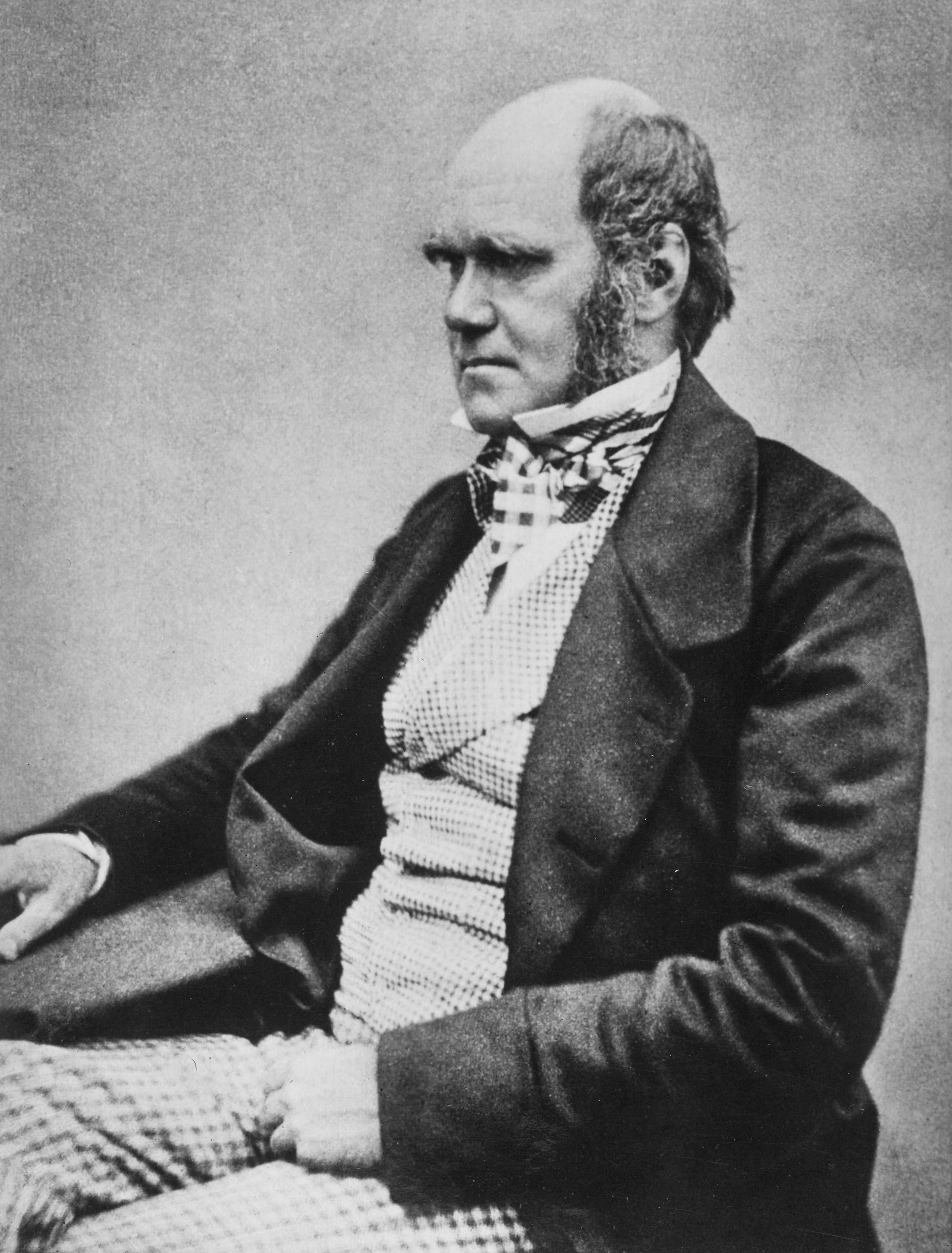
تشارلز داروين في عام 1854، خلال عمله من أجل نشر كتاب «أصل الأنواع».

يعد القرن التاسع عشر بصفة خاصة فترة مهمة في تاريخ العلوم، حيث بدأ خلال هذه الحقبة تشكيل العديد من الخصائص المميزة للعلم الحديث المعاصر مثل: تطور الحياة والعلوم الفيزيائية والاستخدام المتكرر للأدوات الدقيقة وظهور مصطلحات مثل «عالم الأحياء»، «الفيزيائي»، «العالم»؛ اكتسب العلماء ببطء السلطة بعيدًا عن المصطلحات القديمة مثل «الفلسفة الطبيعية» و«التاريخ الطبيعي»، وزيادة الاحتراف لأولئك الذين يدرسون الطبيعة يؤدي إلى الحد من علماء الطبيعة الهواة، اكتسبوا السلطة الثقافية على العديد من أبعاد المجتمع، والتوسع الاقتصادي والتصنيع في العديد من البلدان، والازدهار من كتابات علمية شعبية وظهور مجلات علمية.
في أوائل القرن التاسع عشر، اقترح جون دالتون النظرية الذرية الحديثة، القائمة على فكرة ديموقريطوس الأصلية للجزيئات الفردية المسماة الذرات.
قام كل من جون هيرشل ووليام ويلي باستصاغ منهجية، صاغ الأخير مصطلح عالم. عندما نشر تشارلز داروين كتاب «أصل الأنواع»، أسس التطور باعتباره التفسير السائد للتعقيد البيولوجي. قدمت نظريته في الانتقاء الطبيعي تفسيرا طبيعيا لكيفية نشأة الأنواع، ولكن اكتسبت النظرية قبولا واسعا بعد قرن من الزمان.
تشير قوانين حفظ الطاقة، والحفاظ على الزخم والحفاظ على الكتلة، إلى كون مستقر للغاية حيث قد يكون هناك القليل من فقدان الموارد. ومع ظهور المحرك البخاري والثورة الصناعية، كان هناك فهم متزايد بأن جميع أشكال الطاقة على النحو المحدد في الفيزياء لم تكن مفيدة على قدم المساواة، لم يكن لديهم فوائد استخدام نفس نوعية الطاقة. أدى هذا الإدراك إلى تطوير قوانين الديناميكا الحرارية، حيث يُنظر إلى الطاقة الحرة للكون على أنها تتناقص باستمرار، وحيث تزداد إنتروبيا الكون المغلق بمرور الوقت.

اللولب المزدوج للدنا، وهو جزيء يشفر التعليمات الوراثية المستخدمة في تطوير وعمل جميع الكائنات الحية المعروفة والعديد من الفيروسات.

تأسست النظرية الكهرومغناطيسية أيضًا في القرن التاسع عشر، وأثارت أسئلة جديدة لا يمكن الإجابة عليها بسهولة باستخدام إطار مفاهيم نيوتن. اكتُشفت الظواهر التي من شأنها أن تسمح بتفكيك الذرة في العقد الأخير من القرن التاسع عشر، اكتشاف الأشعة السينية ألهم اكتشاف النشاط الإشعاعي. في العام التالي جاء اكتشاف أول جسيم دون ذري، الإلكترون.

### القرن العشرون
أدت نظرية النسبية لأينشتاين وتطوير ميكانيكا الكم إلى استبدال الميكانيكا الكلاسيكية بفيزياء جديدة (الفيزياء الحديثة) تحتوي على جزأين يصفان أنواعًا مختلفة من الأحداث في الطبيعة.
في النصف الأول من القرن، جعل تطور المضادات الحيوية والأسمدة الاصطناعية من الممكن زيادة نمو سكان العالم البشري. في الوقت نفسه، اكتُشفت بنية الذرة ونواتها، مما أدى إلى إطلاق «الطاقة الذرية» (الطاقة النووية). بالإضافة إلى ذلك، أدى الاستخدام المكثف للابتكار التكنولوجي الذي حفزته حروب هذا القرن إلى ثورات في مجال النقل (السيارات والطائرات)، وتطوير الصواريخ العابرة للقارات، وسباق الفضاء، وسباق التسلح النووي.
اكتشف التركيب الجزيئي للحمض النووي في عام 1953. وقد أدى اكتشاف إشعاع الخلفية الكونية الميكروي في عام 1964 إلى رفض نظرية الحالة الثابتة للكون لصالح نظرية الانفجار العظيم لجورج لومتر.
سمح تطور رحلات الفضاء في النصف الثاني من القرن بأول قياسات فلكية أجريت على أو بالقرب من كائنات أخرى في الفضاء، بما في ذلك الهبوط المأهول على سطح القمر. وظهور التلسكوبات الفضائية التي تؤدي إلى اكتشافات عديدة في علم الفلك وعلم الكونيات.
أدى الاستخدام الواسع النطاق للدوائر المتكاملة في الربع الأخير من القرن العشرين إلى جانب الأقمار الصناعية للاتصالات إلى ثورة في تكنولوجيا المعلومات وصعود الإنترنت العالمي والحوسبة المحمولة، بما في ذلك الهواتف الذكية. أدت الحاجة إلى التنظيم الشامل للسلاسل السببية المتشابكة الطويلة وكميات كبيرة من البيانات إلى ظهور مجالات نظرية النظم والنمذجة العلمية بمساعدة الحاسوب، والتي تعتمد جزئيًا على نموذج الأرسطية.

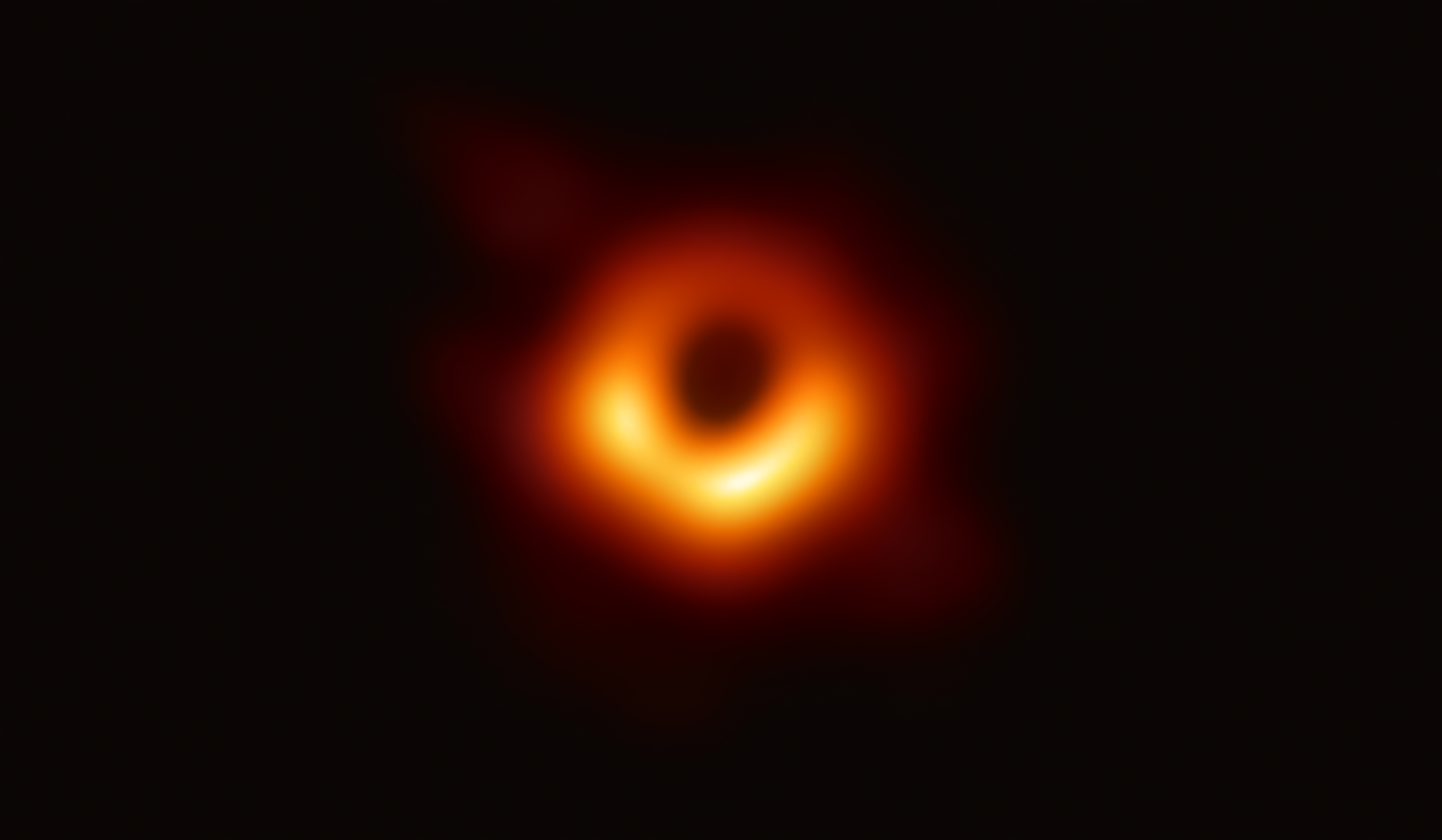
الثقب الأسود الفائق داخل نواة المجرة الإهليلجية العملاقة مسييه 87 التابعة لكوكبة العذراء. تعدّ هذه الصورة أول صورة حقيقية لثقب أسود، وتعود لشبكة مقراب أفق الحدث، وتظهر فيها بقعة مظلمة أمام حلقة تضيء بشكل خافت، وعُرضت لأول مرة خلال ستة مؤتمرات صحفية متزامنة في العاشر من أبريل عام 2019.

إن القضايا البيئية الضارة مثل استنفاد الأوزون وتغير المناخ قد لفتت انتباه الجمهور في نفس الفترة وتسببت في ظهور العلوم البيئية والتكنولوجيا البيئية.

### القرن الحادي والعشرون

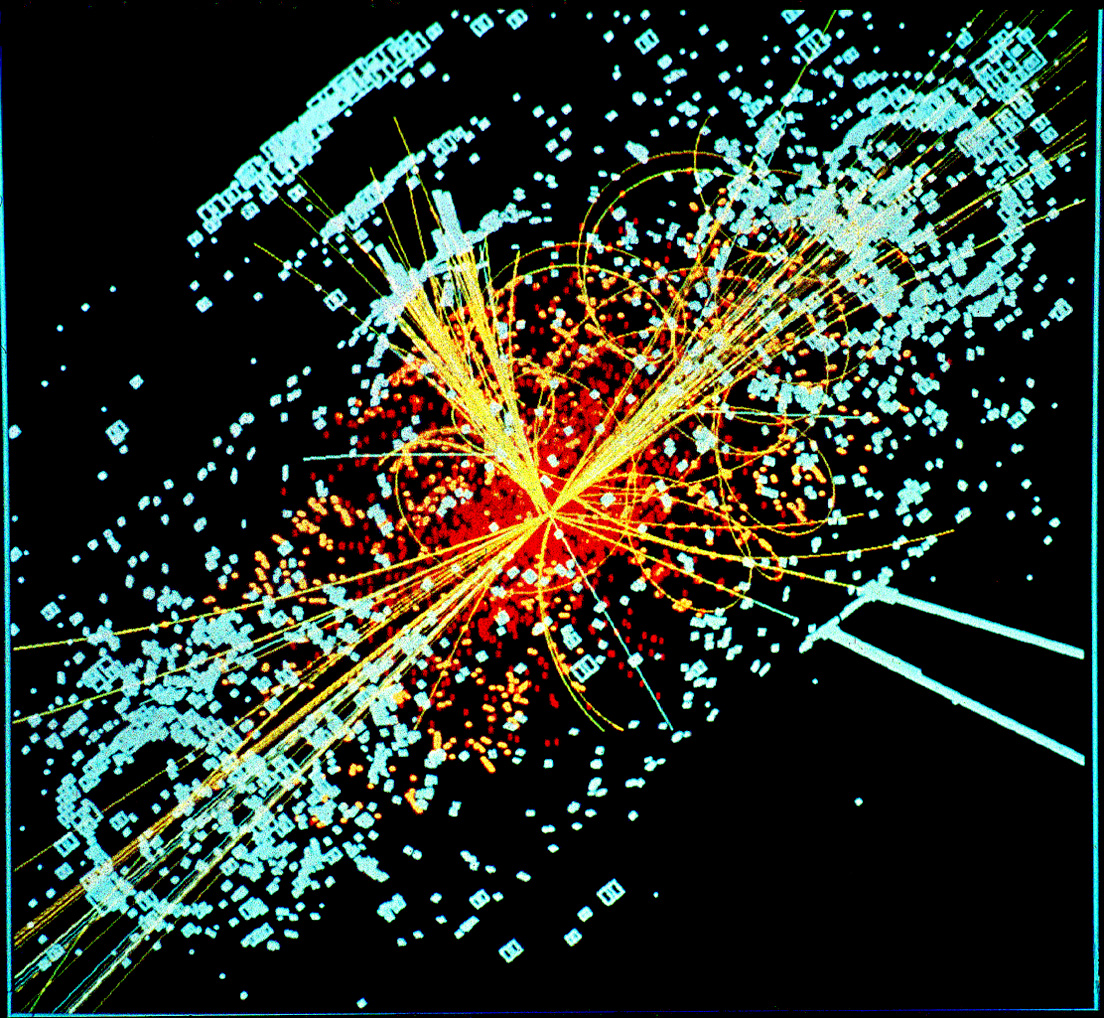
حدث محاكاة في كاشف نظام إدارة المحتوى الخاص بمصادم الهدرونات الكبير، والذي يتميز بمظهر محتمل لبوزون هيجز.

استكمل الانتهاء من مشروع الجينوم البشري في عام 2003، وتحديد تسلسل أزواج النوكليوتيد الأساسية التي تشكل الحمض النووي البشري، وتحديد ورسم جميع جينات الجينوم البشري. وقد طورت الخلايا الجذعية المحفزة متعددة القدرات في عام 2006، وهي تقنية تتيح تحويل الخلايا البالغة إلى خلايا جذعية قادرة على توليد أي نوع من الخلايا الموجودة في الجسم، مما يحتمل أن تكون ذا أهمية كبيرة في مجال الطب التجديدي.
مع اكتشاف بوزون هيجز في عام 2012، عُثِرَ على آخر جسيم تنبأ به النموذج القياسي لفيزياء الجسيمات. في عام 2015، لوحظت لأول مرة موجات الجاذبية، التي تنبأت بها النسبية العامة قبل قرن من الزمان.
وفي عام 2019 أعلن مرصد مقراب أفق الحدث عن نتائجه الأولى ضمن مؤتمرات صحفية متزامنة في جميع أنحاء العالم في 10 أبريل 2019. عرضت المؤتمرات الصحفية أول صورة مباشرة لثقب أسود، حيث ظهر الثقب الأسود الهائل في قلب المجرة ميسييه 87، وهي تبعد عنا 55 مليون سنة ضوئية. قُدّمت النتائج العلمية في سلسلة من ستة أوراق بحثية نُشرت في المجلة الفيزيائية الفلكية.

## فروع العلم
ينقسم العلم الحديث عادةً إلى ثلاثة فروع رئيسية تتكون من العلوم الطبيعية والعلوم الاجتماعية والعلوم الشكلية. يشتمل كل فرع من هذه الفروع على العديد من التخصصات العلمية المتخصصة والمتداخلة والتي غالباً ما تمتلك تسمياتها وخبراتها. العلوم الطبيعية والاجتماعية على حد سواء هي علوم تجريبية لأن معارفهم تستند إلى ملاحظات تجريبية وقادرة على اختبارها للتأكد من صحتها من قبل باحثين آخرين يعملون في ظل نفس الظروف.
هناك أيضًا تخصصات وثيقة الصلة تعتمد على العلوم، مثل الهندسة التطبيقية والطب، والتي توصف أحيانًا بالعلوم التطبيقية. تُلخّص العلاقات بين فروع العلوم في الجدول التالي.
|                  | العلم                      |                                                                   |                                                                                |
| العلوم الشكلية   | العلوم التجريبية           | العلوم التجريبية                                                  |                                                                                |
| العلوم الشكلية   | العلوم الطبيعية            | العلوم الاجتماعية                                                 |                                                                                |
| العلوم النظرية   | المنطق، الرياضيات، الإحصاء | الفيزياء، الكيمياء، علم الأحياء، علوم الأرض، علم الفلك            | الاقتصاد، علم الإنسان، العلوم السياسية، علم الاجتماع، جغرافيا بشرية، علم النفس |
| العلوم التطبيقية | علم الحاسوب                | الهندسة التطبيقية، الزراعة، الطب، طب الأسنان، الصيدلة، علم المواد | إدارة الأعمال، السياسة العامة، التسويق، القانون، علم التربية، التنمية الدولية  |

### العلوم الطبيعية
تهتم العلوم الطبيعية بوصف الظواهر الطبيعية والتنبؤ بها وفهمها استنادًا إلى أدلة تجريبية من الملاحظة والتجريب. يمكن تقسيمها إلى فرعين رئيسيين: علوم الحياة (أو العلوم البيولوجية) والعلوم الفيزيائية. تنقسم العلوم الفيزيائية إلى فروع، بما في ذلك الفيزياء والكيمياء وعلم الفلك وعلوم الأرض. يمكن تقسيم هذين الفرعين إلى تخصصات أكثر تخصصًا. العلوم الطبيعية الحديثة هي الخلف للفلسفة الطبيعية التي بدأت في اليونان القديمة. ناقش غاليليو، ديكارت، بيكون، ونيوتن فوائد استخدام الأساليب التي كانت أكثر رياضية وأكثر تجريبية بطريقة منهجية. ومع ذلك، تظل المنظورات الفلسفية والتخمينات والافتراضات، التي يُتغاضى عنها في كثير من الأحيان، ضرورية في العلوم الطبيعية. نجح جمع البيانات المنهجي، بما في ذلك علوم الاكتشافات، في نجاح التاريخ الطبيعي، الذي ظهر في القرن السادس عشر من خلال وصف وتصنيف النباتات والحيوانات والمعادن، وما إلى ذلك.

### العلوم الاجتماعية

في الاقتصاد، يصف نموذج العرض والطلب كيف تختلف الأسعار كنتيجة للتوازن بين توفر المنتج والطلب.

العلوم الاجتماعية تهتم بالمجتمع والعلاقات بين الأفراد داخل المجتمع. له العديد من الفروع التي تشمل، على سبيل المثال لا الحصر، علم الإنسان، علم الآثار، دراسات الاتصالات، الاقتصاد، التاريخ، الجغرافيا، اللغويات، العلوم السياسية، علم النفس، الصحة العامة، وعلم الاجتماع. قد يتبنى علماء الاجتماع نظريات فلسفية مختلفة لدراسة الأفراد والمجتمع. على سبيل المثال، يستخدم علماء الاجتماع الوضعية طرقًا تشبه تلك الخاصة بالعلوم الطبيعية كأدوات لفهم المجتمع، وبالتالي تحديد العلم بمعناه الحديث الأكثر صرامة. على النقيض من ذلك، قد يستخدم علماء الاجتماع التفسير، النقد الاجتماعي أو التفسير الرمزي بدلاً من بناء نظريات مزيفة تجريبياً، وبالتالي علاج العلم بمعناه الأوسع. في الممارسة الأكاديمية الحديثة، غالبًا ما يكون الباحثون يستخدمون عينة انتقائية، مستخدمين منهجيات متعددة (على سبيل المثال، من خلال الجمع بين البحث الكمي والنوعي). اكتسب مصطلح «البحوث الاجتماعية» أيضًا درجة من الاستقلالية حيث يشارك الممارسون من مختلف التخصصات في أهدافه وأساليبه.

### العلوم الشكلية
تشارك العلوم الشكلية في دراسة النظم الرسمية. وتشمل الرياضيات، نظرية النظم، وعلوم الحاسوب النظرية. تشترك العلوم الشكلية في أوجه التشابه مع الفرعين الآخرين من خلال الاعتماد على دراسة موضوعية ودقيقة ومنهجية لمجال المعرفة. ومع ذلك، فهي تختلف عن العلوم التجريبية لأنها تعتمد بشكل حصري على التفكير الاستنتاجي، دون الحاجة إلى أدلة تجريبية، للتحقق من مفاهيمها المجردة. وبالتالي فإن العلوم الشكلية هي تخصصات مسبقة وبسبب هذا، هناك خلاف حول ما إذا كانت تشكل في الواقع علمًا. ومع ذلك، تلعب العلوم الشكلية دورًا مهمًا في العلوم التجريبية. حساب التفاضل والتكامل، على سبيل المثال، اخترع في البداية لفهم الحركة في الفيزياء. تشمل العلوم الطبيعية والاجتماعية التي تعتمد اعتمادًا كبيرًا على التطبيقات الرياضية الفيزياء الرياضية والكيمياء الرياضية وعلم الأحياء الرياضي والرياضيات المالية والاقتصاد الرياضي.

### العلوم التطبيقية
العلم التطبيقي هو استخدام المنهج العلمي والمعرفة لتحقيق أهداف عملية وتشمل مجموعة واسعة من التخصصات مثل الهندسة والطب. الهندسة هي استخدام المبادئ العلمية لتصميم وبناء الآلات والهياكل والعناصر الأخرى، بما في ذلك الجسور والأنفاق والطرق والمركبات والمباني. تشمل الهندسة نفسها مجموعة من مجالات الهندسة الأكثر تخصصًا، ولكل منها تركيز أكثر تحديدًا على مجالات معينة من الرياضيات التطبيقية والعلوم وأنواع التطبيق. الطب هو ممارسة رعاية المرضى من خلال الحفاظ على الصحة واستعادتها من خلال الوقاية والتشخيص والعلاج من الإصابة أو المرض. يطبق الطب المعاصر العلوم الطبية الحيوية، والبحوث الطبية، وعلم الوراثة، والتكنولوجيا الطبية للوقاية من الإصابات والأمراض وتشخيصها وعلاجها، عادةً من خلال استخدام الأدوية والأجهزة الطبية والجراحة والتدخلات غير الدوائية. غالبًا ما تتناقض العلوم التطبيقية مع العلوم الأساسية التي تركز على تطوير النظريات والقوانين العلمية التي تشرح وتتنبأ بالأحداث في العالم الطبيعي.

### علم متعدد التخصصات
يتضمن العلم متعدد التخصصات الجمع بين تخصصين أو أكثر في تخصص واحد، مثل المعلوماتية الحيوية، وهي مزيج من علم الأحياء وعلوم الحاسوب أو العلوم الاستعرافية. كان هذا المفهوم موجودًا منذ اليونانية القديمة وأصبح شائعًا مرة أخرى في القرن العشرين.

## البحث العلمي
يمكن وصف البحث العلمي بأنه إما بحث أساسي أو تطبيقي. البحث الأساسي هو البحث عن المعرفة والبحث التطبيقي هو البحث عن حلول للمشاكل العملية باستخدام هذه المعرفة. على الرغم من أن بعض الأبحاث العلمية يتم تطبيقها على مسائل محددة، إلا أن قدرًا كبيرًا من فهمنا يأتي من إجراء الأبحاث الأساسية بدافع الفضول. هذا يؤدي إلى خيارات للتقدم التكنولوجي التي لم تكن مخططة أو حتى يمكن تخيلها في بعض الأحيان. طرح هذه النقطة مايكل فاراداي عندما زُعم رداً على سؤال «ما فائدة البحث الأساسي؟» أجاب: «سيدي، ما فائدة الطفل المولود حديثًا؟». على سبيل المثال، يبدو أن البحث في تأثيرات الضوء الأحمر على الخلايا العصوية للعين البشرية ليس له أي غرض عملي؛ في النهاية، فإن اكتشاف أن رؤيتنا الليلية ليست مضطربة بسبب الضوء الأحمر من شأنه أن يؤدي بفرق البحث والإنقاذ (من بين أمور أخرى) إلى تبني الضوء الأحمر في قمرة القيادة للطائرات والمروحيات.

### المنهجية العلمية

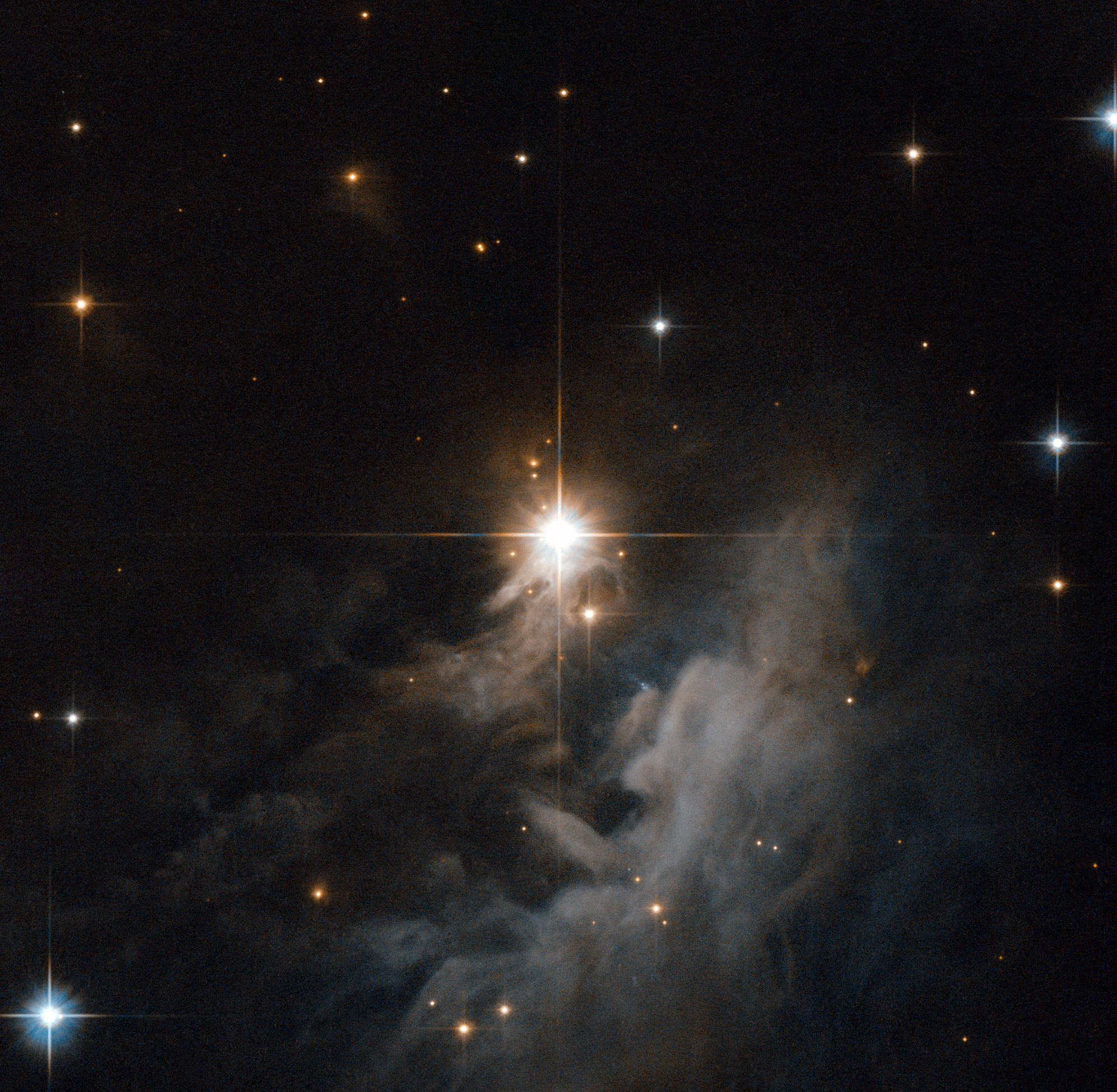
التقاط النجم المركزي IRAS 10082-5647 بالكاميرا المتقدمة للمسوحات على متن تليسكوب هابل الفضائي.

يتضمن البحث العلمي استخدام المنهجية العلمية، والتي تسعى إلى شرح أحداث الطبيعة شرحًا موضوعيًّا بطريقة قابلة للتكرار والإثبات. يتم طرح تجربة فكرية أو فرضية توضيحية كتفسير باستخدام مبادئ مثل «نصل أوكام» ويُتوقع عمومًا أن تسعى إلى التوافق بما يتناسب مع الحقائق المقبولة الأخرى المتعلقة بالظواهر. يستخدم هذا التفسير الجديد لعمل تنبؤات مزيفة يمكن اختبارها عن طريق التجربة أو الملاحظة. يتم نشر التوقعات قبل البحث عن تجربة أو ملاحظة مؤكدة، كدليل على عدم حدوث أي تلاعب. يعد عدم التنبؤ بالتنبؤ دليلًا على التقدم. يتم ذلك جزئيًا من خلال مراقبة الظواهر الطبيعية، وأيضًا من خلال التجربة التي تحاول محاكاة الأحداث الطبيعية في ظل ظروف خاضعة للرقابة وفقًا لما يتناسب مع الانضباط (في علوم الرصد، مثل علم الفلك أو الجيولوجيا، قد تأخذ الملاحظة المتنبأ بها مكانًا خاضعًا للرقابة). التجريب مهم بصفة خاصة في العلوم للمساعدة في إنشاء علاقات سببية.
عندما تكون الفرضية غير مرضية، يتم تعديلها أو التخلص منها. إذا نجت الفرضية من الاختبار، فقد يتم تبنيه في إطار نظرية علمية، أو نموذج أو إطار عمل منطقي، متسق ذاتيًا لوصف سلوك بعض الظواهر الطبيعية. تصف النظرية عادة سلوك مجموعات من الظواهر أوسع بكثير من فرضية؛ عادة، يمكن ربط عدد كبير من الفرضيات منطقيا معًا بواسطة نظرية واحدة. وبالتالي النظرية هي فرضية تشرح الفرضيات الأخرى المختلفة. في هذا السياق، تصاغ النظريات وفقًا لمعظم المبادئ العلمية نفسها مثل الفرضيات. بالإضافة إلى اختبار الفرضيات، يمكن للعلماء أيضًا إنشاء نموذج أو محاولة لوصف أو تصوير الظاهرة من حيث التمثيل المنطقي أو الفيزيائي أو الرياضي وإنشاء فرضيات جديدة يمكن اختبارها استنادًا إلى ظواهر يمكن ملاحظتها.
أثناء إجراء تجارب لاختبار الفرضيات، قد يكون لدى العلماء تفضيل لنتيجة واحدة على أخرى، ولذا فمن المهم التأكد من أن العلم ككل يمكنه القضاء على هذا التحيز. يمكن تحقيق ذلك من خلال التصميم التجريبي الدقيق والشفافية وعملية مراجعة النظراء الشاملة للنتائج التجريبية وكذلك أي استنتاجات. بعد الإعلان عن نتائج التجربة أو نشرها، من الممارسة المعتادة للباحثين المستقلين التحقق من كيفية إجراء البحث ومتابعة ذلك بإجراء تجارب مماثلة لتحديد مدى موثوقية النتائج. إن المنهجية العلمية، إذا أخذناها في مجملها، تسمح بحل المشكلات بطريقة إبداعية للغاية مع التقليل إلى أدنى حد من آثار التحيز الشخصي من جانب مستخدميها (خاصةً تأكيد الانحياز).

#### التحقق
يشير جون زيمان إلى أن التحقق بين الأهداف هو أمر أساسي لإنشاء كل المعرفة العلمية. يوضح زيمان كيف يمكن للعلماء تحديد أنماط لبعضهم البعض عبر القرون؛ ويشير إلى هذه القدرة على أنها «توافق إدراكي». ثم يصنع التوافقية، مما يؤدي إلى الإجماع، وهو حجر الأساس للمعرفة الموثوقة.

### دور الرياضيات

حساب التفاضل والتكامل، الذي بدوره يقوم بحساب التغييرات المستمرة، داعم وسبب لتطوير العديد من العلوم.

تعتبر الرياضيات ضرورية في تكوين الفرضيات والنظريات والقوانين في العلوم الطبيعية والاجتماعية. على سبيل المثال، تُستخدم في النمذجة العلمية الكمية، والتي يمكن أن تولد فرضيات وتوقعات جديدة ليتم اختبارها. كما أنها تستخدم على نطاق واسع في مراقبة وجمع القياسات. تُستخدم الإحصائيات، وهي فرع من فروع الرياضيات، لتلخيص البيانات وتحليلها، مما يسمح للعلماء بتقييم مدى موثوقية النتائج التجريبية وتغيرها.
يطبق العلم الحسابي القدرة الحاسوبية لمحاكاة مواقف العالم الواقعي، مما يتيح فهمًا أفضل للمسائل العلمية أكثر مما تستطيع الرياضيات الرسمية وحدها تحقيقه. وفقًا لجمعية الرياضيات الصناعية والتطبيقية، أصبحت الحوسبة الآن مهمة مثل النظرية والتجربة في تطوير المعرفة العلمية.

### فلسفة العلوم

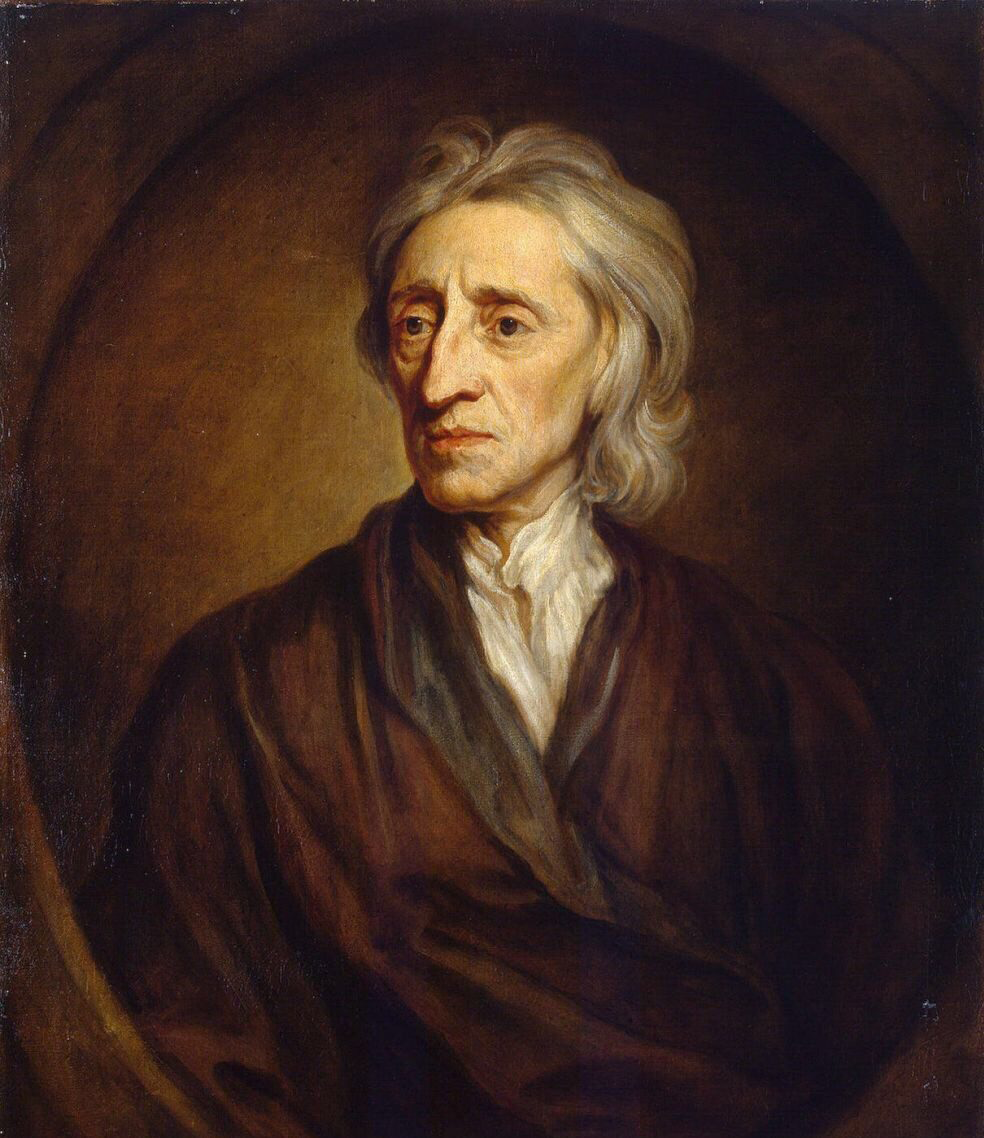
الفيلسوف والطبيب الإنجليزي جون لوك (1632-1704)، الفيلسوف الرائد في التجريبية البريطانية.

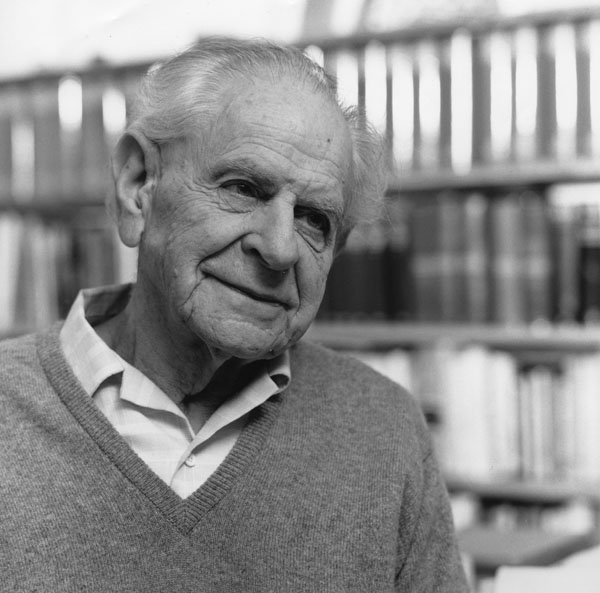
فيلسوف العلوم النمساوي البريطاني كارل بوبر (1902-1994) في عام 1990. اشتهر بعمله في قابلية الدحض التجريبي.

عادة ما يأخذ العلماء مجموعة من الافتراضات الأساسية اللازمة لتبرير المنهج العلمي كأمر مسلم به: (1) أن هناك حقيقة موضوعية يتقاسمها جميع المراقبين العقلانيين؛ (2) أن هذا الواقع الموضوعي تحكمه القوانين الطبيعية؛ (3) أنه يمكن اكتشاف هذه القوانين عن طريق المراقبة المنهجية والتجريب. تسعى فلسفة العلم إلى فهم عميق لما تعنيه هذه الافتراضات الأساسية وما إذا كانت صحيحة.
يُعرف الاعتقاد بأن النظريات العلمية يجب أن تمثل الواقع الميتافيزيقي ولا تمثله بالفعل بالواقعية. يمكن أن يتناقض مع اللاواقعية، الرأي القائل بأن نجاح العلم لا يعتمد على كونه دقيقًا بشأن كيانات غير قابلة للرصد مثل الإلكترونات. أحد أشكال اللاواقعية هو المثالية، والاعتقاد بأن العقل أو الوعي هو الجوهر الأساسي، وأن كل عقل يولد واقعه الخاص. للعقول الأخرى.
توجد مدارس فكرية مختلفة في فلسفة العلم. الموقف الأكثر شيوعًا هو التجريبية، التي ترى أن المعرفة يتم إنشاؤها من خلال عملية تنطوي على الملاحظة وأن النظريات العلمية هي نتيجة التعميمات من هذه الملاحظات. تشمل التجريبية عمومًا الاستقراء، وهو الموقف الذي يحاول شرح الطريقة التي يمكن بها تبرير النظريات العامة بالعدد المحدود من الملاحظات التي يمكن للبشر إجراؤها، وبالتالي الكمية المحدودة من الأدلة التجريبية المتاحة لتأكيد النظريات العلمية. هذا ضروري لأن عدد التنبؤات التي تقوم بها تلك النظريات لا حصر له، مما يعني أنه لا يمكن معرفتها من كمية محدودة من الأدلة باستخدام المنطق الاستنتاجي فقط. توجد إصدارات عديدة من التجريبية، منها السائدة مثل احتمال بيشان والطريقة الفرضية الاستنتاجية.
لقد وقفت التجريبية على النقيض من العقلانية، وهو الموقف الذي ارتبط في الأصل مع ديكارت، والذي يرى أن المعرفة يتم إنشاؤها بواسطة العقل البشري، وليس عن طريق الملاحظة. العقلانية النقدية هي نهج متناقض للعلم في القرن العشرين، حدده لأول مرة الفيلسوف النمساوي البريطاني كارل بوبر. رفض بوبر الطريقة التي تصف بها التجريبية العلاقة بين النظرية والملاحظة. وادعى أن النظريات لا تتولد عن الملاحظة، ولكن هذه الملاحظة تتم في ضوء النظريات وأن الطريقة الوحيدة التي يمكن أن تتأثر بها النظرية بالملاحظة هي عندما تتعارض معها. اقترح بوبر استبدال إمكانية التحقق بقابلية التزييف كمعلم للنظريات العلمية واستبدال الاستقراء بالتخطيئية كطريقة تجريبية. زعم بوبر كذلك أن هناك في الواقع طريقة عالمية واحدة، ليست خاصة بالعلم: الطريقة السلبية للنقد، التجربة والخطأ. وهي تغطي جميع منتجات العقل البشري، بما في ذلك العلوم والرياضيات والفلسفة والفن.
هناك نهج آخر، وهو المذهب الذرائعي، ويؤكد على فائدة النظريات كأدوات لتفسير الظواهر والتنبؤ بها. ينظر إلى النظريات العلمية على أنها مربعات سوداء مع مدخلاتها فقط (الظروف الأولية) والمخرجات (التنبؤات) ذات صلة. يُزعم أن العواقب والكيانات النظرية والبنية المنطقية هي شيء يجب ببساطة تجاهله ولا ينبغي للعلماء إثارة ضجة بشأنه. قريبة من الذرائعية هي التجريبية البناءة، والتي بموجبها المعيار الرئيسي لنجاح النظرية العلمية هو ما إذا كان ما تقوله عن الكيانات المرصودة صحيحًا.
جادل توماس كون بأن عملية المراقبة والتقييم تتم في إطار نموذج، «صورة» متسقة منطقيًا للعالم تتسق مع الملاحظات المأخوذة من إطارها. لقد وصف العلم العادي بأنه عملية الملاحظة و«حل الألغاز» التي تحدث داخل نموذج، بينما يحدث العلم الثوري عندما يتفوق أحد النماذج على نموذج آخر في نقلة نوعية. كل نموذج له أسئلته وأهدافه وتفسيراته المميزة. يتضمن الاختيار بين النماذج وضع صورتين أو أكثر ضد العالم وتحديد أيهما أكثر تشابهًا. يحدث تحول في النموذج عندما يظهر عدد كبير من الانحرافات الملاحظة في النموذج القديم ويكون النموذج الجديد منطقيًا لها. أي أن اختيار نموذج جديد يعتمد على الملاحظات، على الرغم من أن تلك الملاحظات تتم على خلفية النموذج القديم. بالنسبة لتوماس كون، فإن قبول النموذج أو رفضه هو عملية اجتماعية بقدر ما هو عملية منطقية. ومع ذلك، فإن موقف كون ليس موقفًا من النسبية.
أخيرًا، هناك نهج آخر كثيرًا ما يُستشهد به في مناقشات الشك العلمي ضد الحركات المثيرة للجدل مثل «علم الخلق» وهو المذهب الطبيعي المنهجي. نقطته الرئيسية هي أنه يجب إجراء فرق بين التفسيرات الطبيعية والتفسيرات الخارقة للطبيعة وأن العلم يجب أن يقتصر منهجياً على التفسيرات الطبيعية. التفسيرات نفسها، ولكن لا ينبغي أن تدعي أنها خاطئة أيضًا. بدلاً من ذلك، يجب ترك التفسيرات الخارقة للطبيعة مسألة اعتقاد شخصي خارج نطاق العلم. يؤكد المذهب الطبيعي المنهجي أن العلم السليم يتطلب التزامًا صارمًا بالدراسة التجريبية والتحقق المستقل كعملية لتطوير وتقييم التفسيرات للظواهر التي يمكن ملاحظتها بشكل صحيح. غالبًا ما يتم الاستشهاد بغياب هذه المعايير، والحجج من السلطة، والدراسات القائمة على الملاحظة المنحازة والمغالطات الشائعة الأخرى من قبل مؤيدي الطبيعة المنهجية باعتبارها سمة من سمات اللاعلم الذي ينتقدونه.

#### اليقين والعلم
النظرية العلمية تعد تجريبية ودائمًا ما تكون عرضة للنقد إذا تم تقديم أدلة جديدة. أي أنه لا توجد نظرية تعتبر مؤكدة بشكل صارم على الإطلاق لأن العلم يقبل مفهوم اللامعصومية. فيلسوف العلم كارل بوبر ميز الحقيقة من اليقين. وكتب أن المعرفة العلمية «تتكون من البحث عن الحقيقة»، لكنها «ليست بحثًا عن اليقين ... فكل المعرفة البشرية لامعصومة وبالتالي غير مؤكدة».
نادرًا ما تؤدي المعرفة العلمية الجديدة إلى تغييرات واسعة في فهمنا. وفقًا لعالم النفس كيث ستانوفيتش، قد يكون الإفراط في استخدام وسائل الإعلام لكلمات مثل «الاختراق أو تقدم مفاجئ في المعرفة» هو الذي يقود الجمهور إلى تخيل أن العلم يثبت باستمرار أن كل شيء يعتقد أنه خطأ. في حين أن هناك حالات مشهورة مثل نظرية النسبية التي تتطلب إعادة فهم كاملة، فهذه استثناءات متطرفة. تُكتسب المعرفة في العلوم من خلال التوليف التدريجي للمعلومات من تجارب مختلفة بواسطة باحثين مختلفين عبر مختلف فروع العلوم؛ إنها أشبه بالتسلق أكثر من القفز. تختلف النظريات في مدى اختبارها والتحقق منها، وكذلك قبولها في المجتمع العلمي. على سبيل المثال، لا تزال نظرية مركزية الشمس، ونظرية التطور، ونظرية النسبية، ونظرية الجراثيم تحمل اسم «النظرية» «على الرغم من أنها تعتبر واقعية عمليًا». يضيف الفيلسوف باري ستراود أنه على الرغم من أن أفضل تعريف «للمعرفة» موضع خلاف، فإن التشكك في احتمال أن يكون عمل المرء غير صحيح يتوافق مع الصواب. لذلك، فإن العلماء الذين يلتزمون بالمناهج العلمية الصحيحة سوف يشككون في أنفسهم حتى بعد أن يمتلكوا الحقيقة. جادل تشارلز ساندرز بيرس أن التخطيئية هي الاستفسار والنضال لحل الشك الفعلي وأن مجرد الشك أو الشك الزائد هو عديم الجدوى ولكن أيضًا يجب على المستفسر محاولة الوصول إلى شك حقيقي بدلاً من الاستناد إلى تفسيرات دون انتقاد. ورأى أن العلوم الناجحة لا تثق بأي سلسلة استدلال واحدة ولكن في سلسلة من الحجج المتعددة والمتنوعة المرتبطة ارتباطًا وثيقًا.
يؤكد ستانوفيتش أيضًا أن العلم يتجنب مغالطة السبب الأحادي. هذا يعني أن العالم لن يسأل فقط «ما سبب ...»، بل «ما هي أهم أسباب ...». هذا هو الحال بشكل خاص في مجالات العلوم الأكثر دقة (مثل علم النفس وعلم الكونيات الفيزيائي). غالبًا ما يحلل البحث عددًا قليلاً من العوامل في آنٍ واحد، ولكن دائمًا ما يتم إضافتها إلى القائمة الطويلة من العوامل الأكثر أهمية في الاعتبار. على سبيل المثال، معرفة تفاصيل علم الوراثة للشخص فقط، أو تاريخه وتربيته، أو الوضع الحالي قد لا يفسر السلوك، ولكن الفهم العميق لكل هذه المتغيرات مجتمعة يمكن أن يكون تنبؤيًا للغاية.

### الأدب العلمي

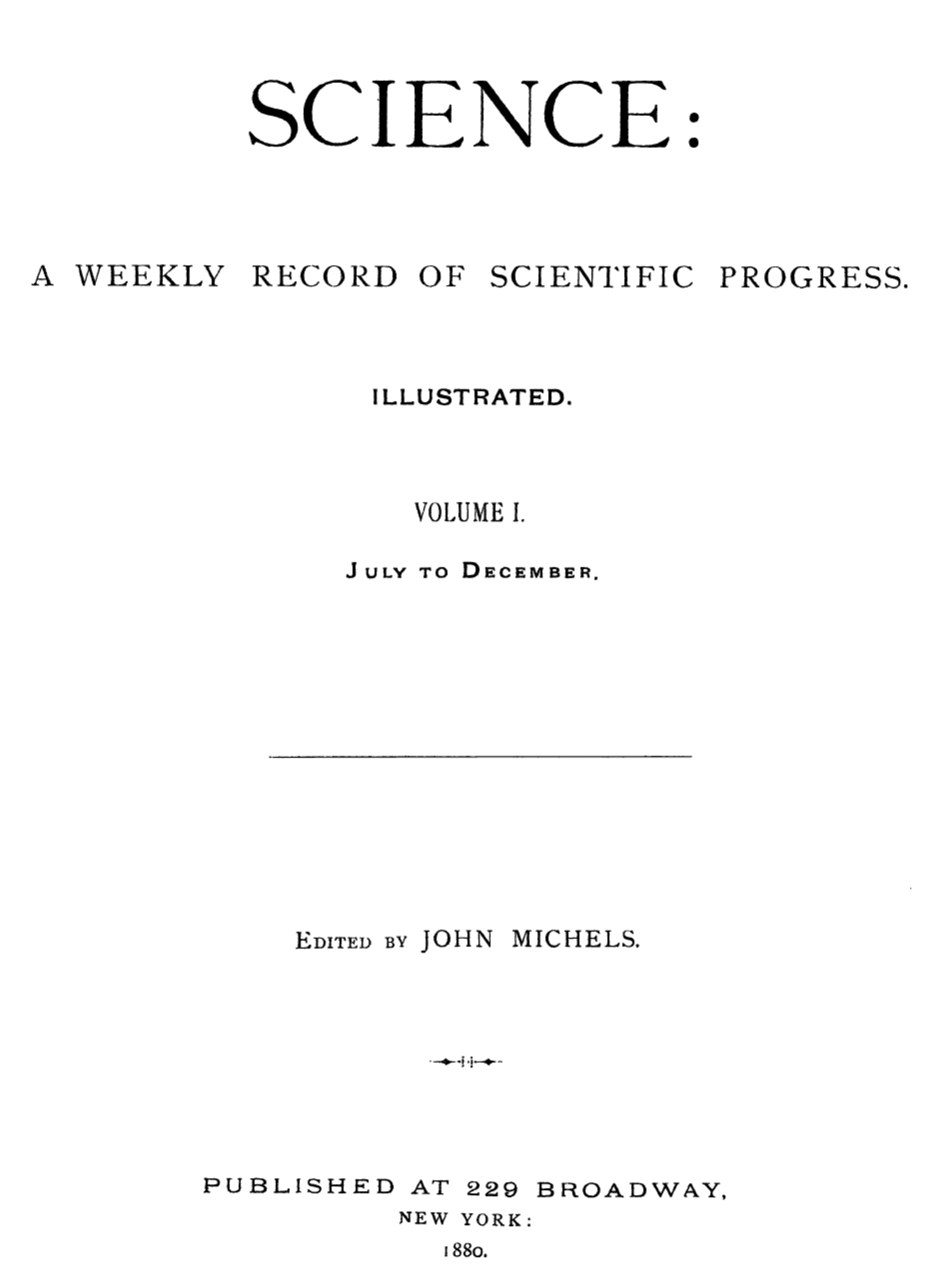
غلاف المجلد الأول من المجلة العلمية ساينس عام 1880.

ينشر البحث العلمي في مجموعة هائلة من الأدبيات العلمية. تقوم المجلات العلمية بنقل وتوثيق نتائج البحوث المجراة في الجامعات ومختلف المؤسسات البحثية الأخرى، والتي تعمل كسجل أرشيفي للعلوم. بدأت المجلات العلمية الأولى، "Journal des Sçavans" متبوعة بالمعاملات الفلسفية، في نشرها في عام 1665. ومنذ ذلك الوقت، زاد إجمالي عدد الدوريات النشطة بشكل مطرد. في عام 1981، كان هناك عدد تقديري لعدد المجلات العلمية والتقنية المنشورة 11500. تقوم مكتبة الولايات المتحدة الوطنية للطب حالياً بفهرسة 5,516 مجلة تحتوي على مقالات حول مواضيع متعلقة بعلوم الحياة. على الرغم من أن المجلات في 39 لغة، يتم نشر 91 في المئة من المقالات المفهرسة باللغة الإنجليزية.
تغطي معظم المجلات العلمية مجالًا علميًا واحدًا وتنشر البحث في هذا المجال؛ يجري التعبير عن البحث عادة في شكل ورقة علمية. أصبح العلم واسع الانتشار في المجتمعات الحديثة، حيث يعتبر من الضروري عمومًا توصيل إنجازات العلماء وأخبارهم وطموحاتهم إلى جمهور أوسع.
تلبي المجلات العلمية مثل نيو ساينتست وساينتفك أمريكان احتياجات قراء أوسع بكثير وتقدم ملخصًا غير تقني لمجالات البحث الشائعة، بما في ذلك الاكتشافات والتطورات البارزة في بعض مجالات البحث. تستحوذ كتب العلوم على اهتمام العديد من الأشخاص. بشكل عرضي، يستقطب هذا النوع من الخيال العلمي، الخيال العام وينقل أفكار العلوم.
تشمل الجهود الأخيرة لتكثيف أو تطوير الروابط بين العلوم والتخصصات غير العلمية مثل الأدب أو الشعر بشكل أكثر تحديدًا، إذ يعتبر العلم من موارد علوم الكتابة الإبداعية الذي تم تطويره من خلال الصندوق الملكي الأدبي.

### التأثيرات العملية
بعض الاكتشافات العلمية التي ساهمت بخلق العديد من الاختراعات وتكنولوجيا جديدة. فمثلا:
| البحث                                                                                            | التأثير |
| ------------------------------------------------------------------------------------------------ | --- |
| الكهرباء السكونية والمغناطيسية (1600) التيار الكهربائي (القرن 18)                                | جميع الأجهزة الكهربائية، والدينامو، ومحطات الطاقة الكهربائية، والإلكترونيات الحديثة، بما في ذلك الإضاءة الكهربائية، والتلفاز، والتدفئة الكهربائية، والتحفيز المغناطيسي للدماغ، والتحفيز العميق للدماغ، والشريط المغناطيسي، ومكبر الصوت، والبوصلة، ومانع الصواعق. |
| حيود الضوء (1665)                                                                                | البصريات، ومن ثم كابل الألياف البصرية (1840)، والاتصالات الحديثة العابرة للقارات، وكابل التلفزيون والإنترنت. |
| نظرية الجراثيم (1700)                                                                            | النظافة، مما يؤدي إلى تقليل انتقال الأمراض المعدية؛ الأجسام المضادة، مما يؤدي إلى تقنيات لتشخيص المرض والعلاجات المستهدفة المضادة للسرطان. |
| التلقيح (1798)                                                                                   | يؤدي إلى القضاء على معظم الأمراض المعدية من البلدان المتقدمة والقضاء على مرض الجدري في جميع أنحاء العالم. |
| التأثير الضوئي الجهدي (1839)                                                                     | الخلايا الشمسية (1883)، وبالتالي الطاقة الشمسية والساعات التي تعمل بالطاقة الشمسية والآلات الحاسبة وغيرها من الأجهزة. |
| المدار الغريب لعطارد (1859) وأبحاث أخرى مما أدى إلى النسبية الخاصة (1905) والنسبية العامة (1916) | التكنولوجيا المعتمدة على الأقمار الصناعية مثل نظام التموضع العالمي (GPS)‏ (1973) والاتصالات عبر الأقمار الصناعية والملاحة عبر الأقمار الصناعية. |
| موجات الراديو (1887)                                                                             | تم استخدام الراديو بطرق لا تعد ولا تحصى خارج مناطق الاتصال الهاتفي المعروفة بشكل أفضل، والبث التلفزيوني (1927) والراديو (1906). وشملت الاستخدامات الأخرى خدمات الطوارئ، والرادار (الملاحة والتنبؤ بالطقس)، والطب، وعلم الفلك، والاتصالات اللاسلكية، والجيوفيزياء، والشبكات. كما قادت موجات الراديو الباحثين إلى ترددات متاخمة مثل الموجات الميكروية المستخدمة في جميع أنحاء العالم للتدفئة وطهي الطعام. |
| التحلل الإشعاعي (1896) والمادة المضادة (1932)                                                    | علاج السرطان (1896)، التأريخ الإشعاعي (1905)، المفاعلات النووية (1942) والأسلحة النووية (1945)، التنقيب عن المعادن، التصوير المقطعي بالإصدار البوزيتروني (1961)، والبحوث الطبية (عن طريق وضع العلامات النظيرية). |
| الأشعة السينية (1896)                                                                            | التصوير التشخيصي الطبي، بما في ذلك التصوير المقطعي المحوسب. |
| علم البلورات وميكانيكا الكم (1900)                                                               | أجهزة أشباه الموصلات (1906)، ومن ثم الحوسبة والاتصالات الحديثة بما في ذلك التكامل مع الأجهزة اللاسلكية: الهاتف المحمول، ومصابيح LED والليزر. |
| اللدائن (1907)                                                                                   | بدءً من الباكيليت، أنواع عديدة من البوليمرات الاصطناعية لتطبيقات عديدة في الصناعة والحياة اليومية. |
| المضاد الحيوي (1880-1889، 1928)                                                                  | الأرسفينامين، البنسلين، الدوكسيسايكلين إلخ. |
| الرنين المغناطيسي النووي (1930-1939)                                                             | مطيافية الرنين المغناطيسي النووي (1946)، تصوير بالرنين المغناطيسي (1971)، تصوير بالرنين المغناطيسي الوظيفي (1990-1999). |

### التحديات

#### أزمة التكرار
أزمة التكرار هي أزمة منهجية مستمرة تؤثر أساسًا على أجزاء من العلوم الاجتماعية والحياتية حيث وجد العلماء أن نتائج العديد من الدراسات العلمية يصعب أو يستحيل تكرارها أو إعادة إنتاجها في تحقيقات لاحقة، إما من قبل باحثين مستقلين أو من قبل الباحثين الأصليين أنفسهم. للأزمة جذور طويلة الأمد. صيغت العبارة في أوائل عام 2010 كجزء من الوعي المتزايد بالمشكلة. تمثل أزمة التكرار مجموعة مهمة من الأبحاث في ما وراء العلوم، والتي تهدف إلى تحسين جودة جميع الأبحاث العلمية مع تقليل الفاقد.

#### العلوم الهامشية، والعلوم الزائفة، والعلوم التافهة
يشار أحيانًا إلى مجال الدراسة أو التخمين الذي يتنكر كعلم في محاولة للمطالبة بشرعية لن يكون بوسعه تحقيقها، مثل العلوم الزائفة أو العلوم الهامشية أو العلوم غير الهامة. صاغ الفيزيائي ريتشارد فاينمان المصطلح «المنهجية للحالات التي يعتقد الباحثون فيها أنهم يقومون بالعلم لأن أنشطتهم لها مظهر خارجي من العلم ولكنها تفتقر في الواقع إلى نوع من المنهجية التامة التي تسمح بتقييم نتائجهم بدقة». قد تندرج أنواع مختلفة من الإعلانات التجارية، تتراوح بين الضجيج والاحتيال، ضمن هذه الفئات. وصف العلم بأنه «الأداة الأكثر أهمية» لفصل المطالبات الصحيحة عن غير الصالحة.
يمكن أن يكون هناك أيضًا عنصر من التحيز السياسي أو الإيديولوجي على جميع جوانب المناقشات العلمية. في بعض الأحيان، قد يوصف البحث بأنه «علم سيئ»، وهو بحث قد يكون حسن النية ولكنه في الحقيقة عرض غير صحيح أو عفا عليه الزمن أو غير مكتمل أو مبسط بشكل مفرط للأفكار العلمية. يشير مصطلح «سوء التصرف العلمي» إلى مواقف مثل الحالات التي يكون فيها الباحثون قد أسيء عرض بياناتهم المنشورة عن عمد أو منحوا عن قصد الائتمان لاكتشاف الشخص الخطأ.

## المجتمع العلمي

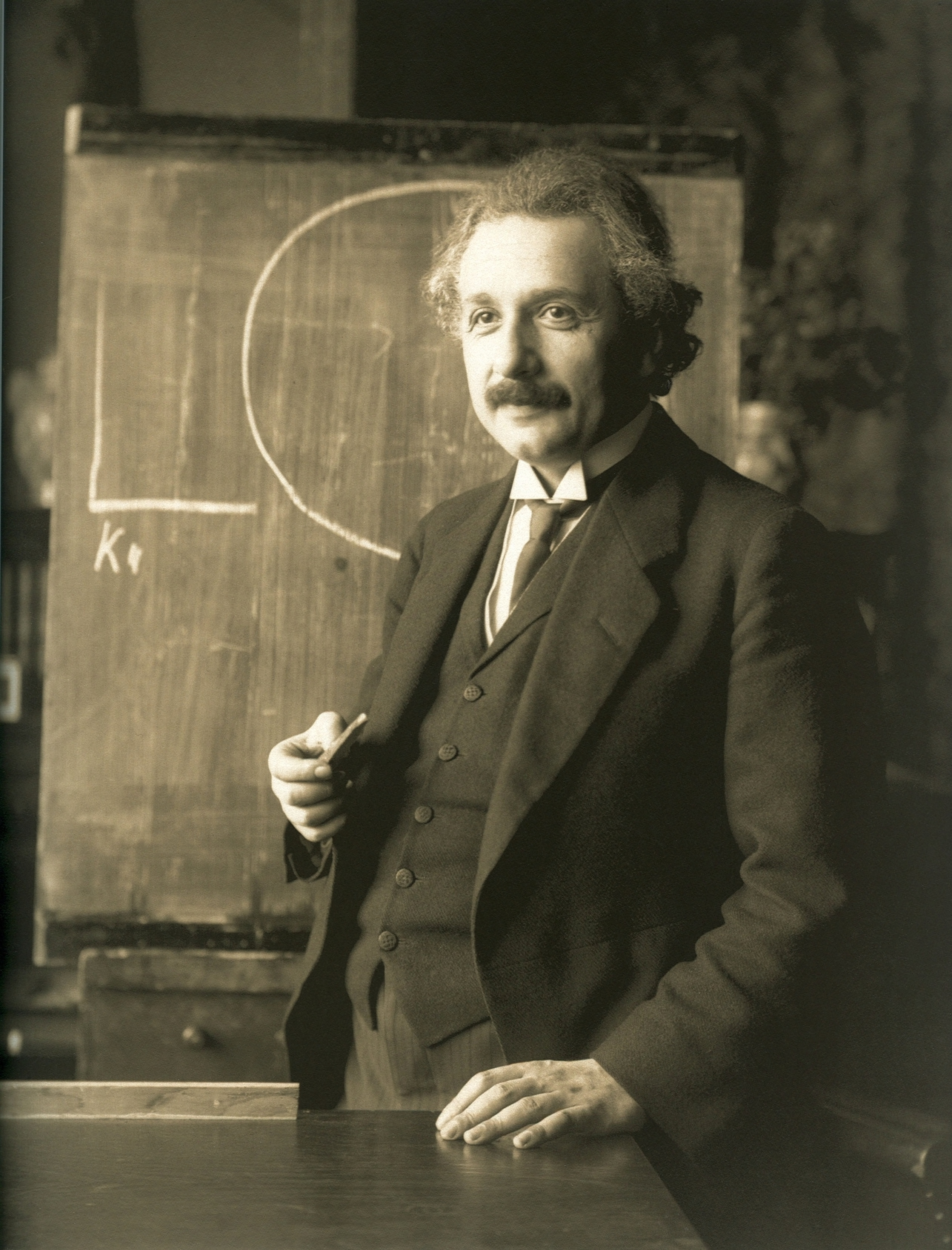
طور العالم الألماني المولد ألبرت أينشتاين (1879-1955) نظرية النسبية. كما فاز بجائزة نوبل في الفيزياء عام 1921 عن عمله في الفيزياء النظرية والتأثير الكهروضوئي.

المجتمع العلمي عبارة عن مجموعة من العلماء المتفاعلين، إلى جانب مجتمعاتهم ومؤسساتهم.

### العلماء
العلماء هم الأفراد الذين يقومون بإجراء البحوث العلمية لتطوير المعرفة في مجال اهتمامهم.(6)(7) صاغ وليام ويلي مصطلح «عالم» في عام 1833. في العصر الحديث، يدرب العديد من العلماء المحترفين في بيئة أكاديمية وعند انتهائهم، يحصلون على شهادة أكاديمية، مع العلم أن أعلى درجة أكاديمية هي الدكتوراة في الفلسفة (PhD). يتابع العديد من العلماء وظائفهم في قطاعات مختلفة من الاقتصاد مثل الأوساط الأكاديمية والصناعة والحكومة والمنظمات غير الربحية.
يبدي العلماء فضولًا قويًا حول الواقع، مع وجود رغبة لدى بعض العلماء في تطبيق المعرفة العلمية لصالح الصحة أو الأمم أو البيئة أو الصناعات. تشمل الدوافع الأخرى اعتراف أقرانهم ومكانتهم. تُمنح جائزة نوبل، وهي جائزة مرموقة تحظى باحترام واسع، سنويًا لأولئك الذين حققوا تقدمًا علميًا في مجالات الطب والفيزياء والكيمياء والاقتصاد (إضافة للأدب والسلام).

### المرأة في العلوم

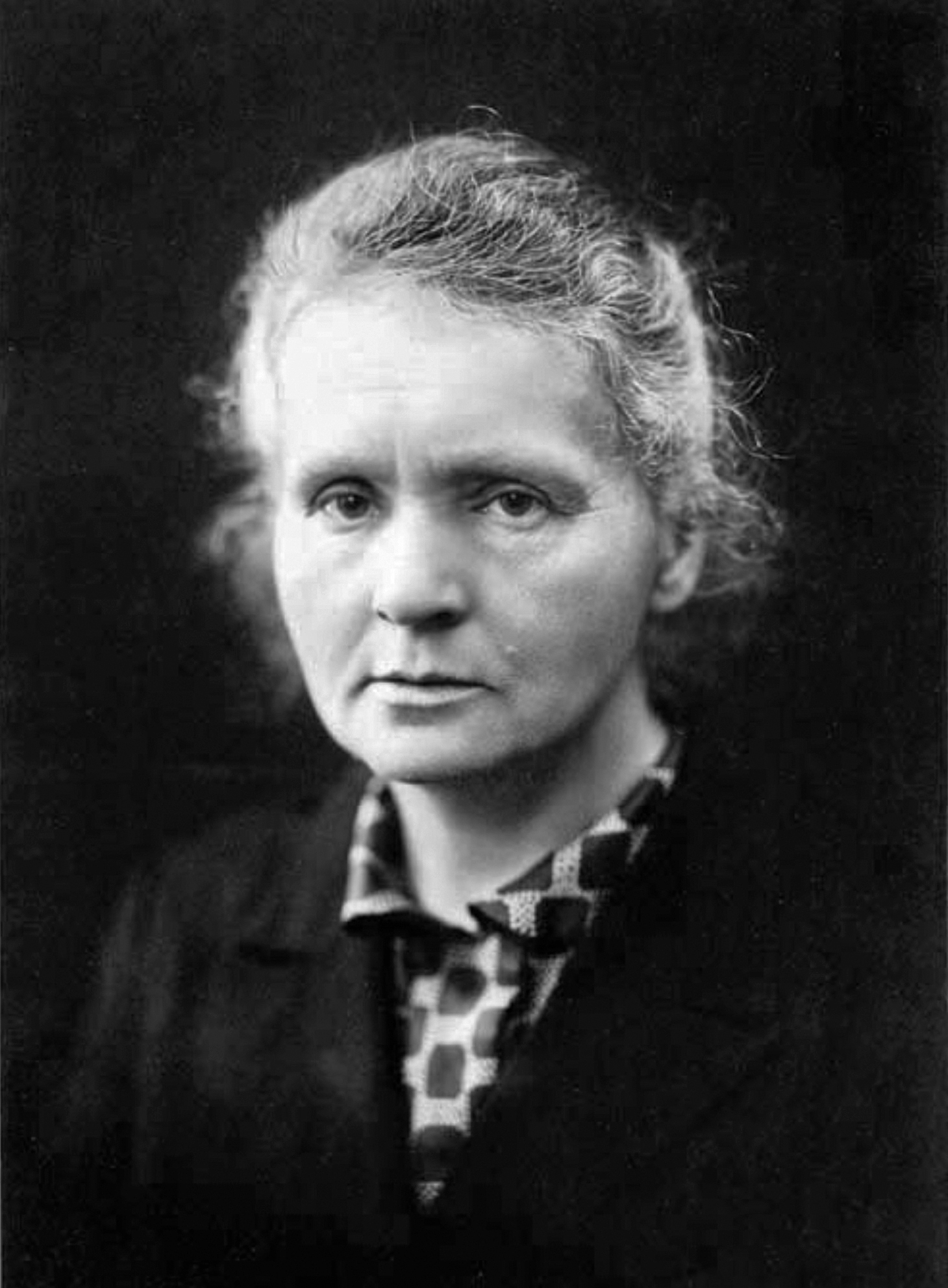
كانت ماري كوري أول شخص يحصل على جائزتين نوبل، الفيزياء في عام 1903 والكيمياء في عام 1911.

كان العلم تاريخيًّا ميدانًا يهيمن عليه الذكور، مع بعض الاستثناءات البارزة. واجهت النساء تمييزًا كبيرًا في العلوم، مثلما حدث في مجالات أخرى من المجتمعات التي يسيطر عليها الذكور، مرارًا وتكرارًا للحصول على فرص عمل ورفض الائتمان على عملهم. نسبت إنجازات المرأة في مجال العلوم إلى تحديها لدورها التقليدي كعاملات في المجال المنزلي.
في أواخر القرن العشرين، أدى التوظيف النشط للمرأة والقضاء على التمييز المؤسسي على أساس الجنس إلى زيادة كبيرة في عدد النساء العالمات، ولكن لا تزال هناك تفاوتات كبيرة بين الجنسين في بعض المجالات؛ في أوائل القرن الحادي والعشرين، كان أكثر من نصف علماء الأحياء الجدد من الإناث، في حين تُمنح 80% من درجات الدكتوراة في الفيزياء للرجال. في أوائل القرن الحادي والعشرين، حصلت النساء في الولايات المتحدة على 50.3% من شهادات البكالوريوس، 45.6% من شهادات الماجستير، و40.7% من الدكتوراة في مجالات العلوم والهندسة. حصلوا على أكثر من نصف الشهادات في علم النفس (قرابة 70%)، والعلوم الاجتماعية (قرابة 50%)، وعلم الأحياء (قرابة 50-60%) ولكن حصلوا على أقل من نصف الشهادات في العلوم الفيزيائية وعلوم الأرض والرياضيات، الهندسة وعلوم الحاسوب. يلعب اختيار أسلوب الحياة أيضًا دورًا رئيسيًا في مشاركة الإناث في العلوم؛ يقل احتمال حصول النساء اللائي لديهن أطفال صغار بنسبة 28% على مناصب تتبع الحيازة بسبب مشاكل التوازن بين العمل والحياة، وتراجع اهتمام طالبات الدراسات العليا في المهن في مجال البحوث انخفاضًا كبيرًا على مدار مرحلة الدراسات العليا.

### الأكاديميات العلمية

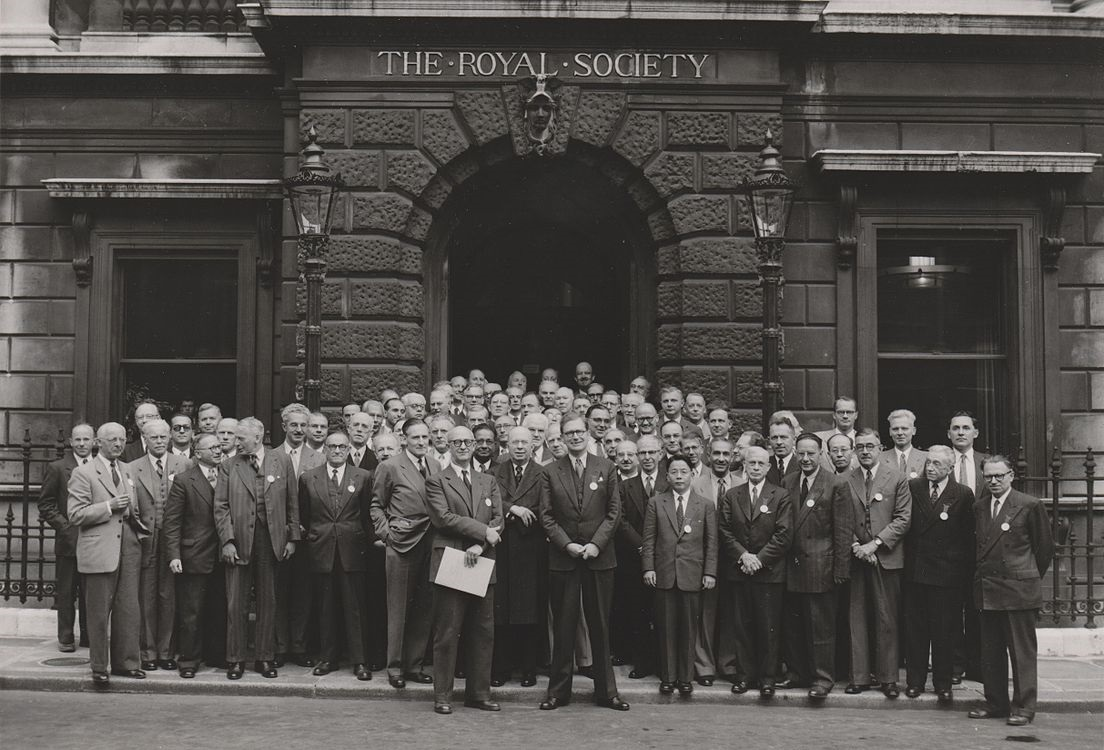
علماء الفيزياء أمام مبنى الجمعية الملكية في لندن (1952).

توجد الأكاديميات العلمية (الجمعيات العلمية) للتواصل والترويج للفكر العلمي والتجريب منذ عصر النهضة. ينتمي العديد من العلماء إلى مجتمع تعلّم يشجع تخصصهم العلمي أو مهنتهم أو مجموعة من التخصصات ذات الصلة. قد تكون العضوية مفتوحة للجميع، وقد تتطلب امتلاك بعض أوراق الاعتماد العلمية، أو قد تكون شرفًا يُمنح عن طريق الانتخاب. معظم الجمعيات العلمية هي منظمات غير ربحية، والعديد منها جمعيات مهنية. تتضمن أنشطتها عادة عقد مؤتمرات منتظمة لعرض ومناقشة نتائج البحوث الجديدة ونشر أو رعاية المجلات الأكاديمية في تخصصهم. يعمل البعض أيضًا كهيئات مهنية، حيث ينظمون أنشطة أعضائهم بما يحقق المصلحة العامة أو المصلحة الجماعية للأعضاء. يجادل الباحثون في علم اجتماع بأن المجتمعات العلمية لها أهمية أساسية وأن تكوينها يساعد في ظهور وتطوير تخصصات أو مهن جديدة.
حصل تمكين احتراف العلوم، الذي بدأ في القرن التاسع عشر، جزئيًا من خلال إنشاء أكاديمية متميزة للعلوم في عدد من البلدان مثل الأكاديمية الإيطالية دي لينسي في 1603، الجمعية الملكية البريطانية في عام 1660، الأكاديمية الفرنسية للعلوم في 1666، الأكاديمية الوطنية الأمريكية للعلوم في عام 1863، وجمعية القيصر فيلهلم في عام 1911، والأكاديمية الصينية للعلوم في عام 1928. ومنذ ذلك الحين تم تشكيل المنظمات العلمية الدولية، مثل المجلس الدولي للعلوم، لتعزيز التعاون بين المجتمعات العلمية لمختلف الدول.

## العلم والجمهور

### سياسة العلم

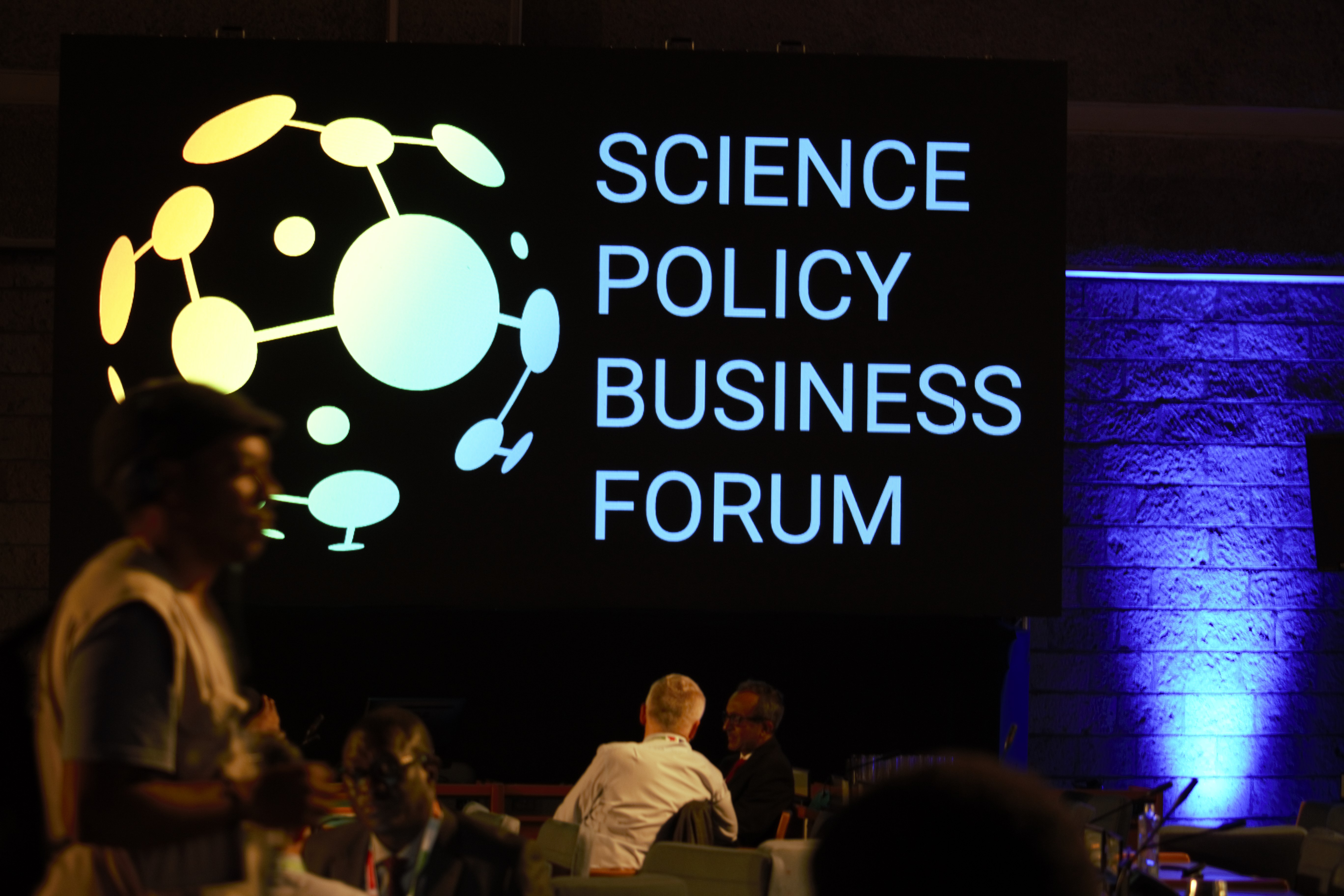
منتدى الأمم المتحدة العالمي للعلوم والسياسات والأعمال في مجال البيئة في نيروبي، كينيا (2017).

سياسة العلوم هي مجال من مجالات السياسة العامة التي تهتم بالسياسات التي تؤثر على سلوك المؤسسة العلمية، بما في ذلك تمويل البحوث، وغالبًا ما يتم السعي لتحقيق أهداف السياسة الوطنية الأخرى مثل الابتكار التكنولوجي لتعزيز تطوير المنتجات التجارية وتطوير الأسلحة والرعاية الصحية والبيئة. تشير سياسة العلوم أيضًا إلى تطبيق المعرفة العلمية والإجماع على تطوير السياسات العامة. وبالتالي، تتعامل سياسة العلوم مع المجال الكامل للقضايا التي تنطوي على العلوم الطبيعية. وفقًا للسياسة العامة التي تهتم برفاهية مواطنيها، فإن هدف سياسة العلوم هو التفكير في الطريقة التي يمكن بها للعلم والتكنولوجيا خدمة الجمهور على أفضل وجه.
لقد أثرت سياسة الدولة في تمويل الأشغال العامة والعلوم لآلاف السنين، وخاصة داخل الحضارات مع الحكومات عالية التنظيم مثل الإمبراطورية الصينية والإمبراطورية الرومانية. من الأمثلة التاريخية البارزة سور الصين العظيم، الذي اكتمل على مدار ألفي عام من خلال الدعم الحكومي للعديد من السلالات، والقناة الكبرى لنهر اليانغتسي، وهو إنجاز هائل للهندسة الهيدروليكية بدأه صنشي آو (القرن السابع قبل الميلاد)، زيمن باو (القرن الخامس قبل الميلاد) وشي تشي (القرن الرابع قبل الميلاد). يعود تاريخ البناء إلى القرن السادس قبل الميلاد في عهد أسرة سوي ولا يزال قيد الاستخدام حتى اليوم. في الصين، يعود تاريخ مشاريع البنية التحتية والبحث العلمي المدعومة من الدولة على الأقل إلى عهد الموهيين، الذين ألهموا دراسة المنطق خلال فترة مائة مدرسة من الفكر ودراسة التحصينات الدفاعية مثل سور الصين العظيم خلال فترة الدول المتحاربة.
يمكن أن تؤثر السياسة العامة بشكل مباشر على تمويل المعدات الرأسمالية والبنية التحتية الفكرية للبحوث الصناعية من خلال توفير الحوافز الضريبية لتلك المنظمات التي تمول الأبحاث. كتب فانيفار بوش، مدير مكتب البحث العلمي والتطوير في حكومة الولايات المتحدة، رائد مؤسسة العلوم الوطنية، في يوليو 1945 أن «العلم هو مصدر قلق مناسب للحكومة».

### تمويل العلم

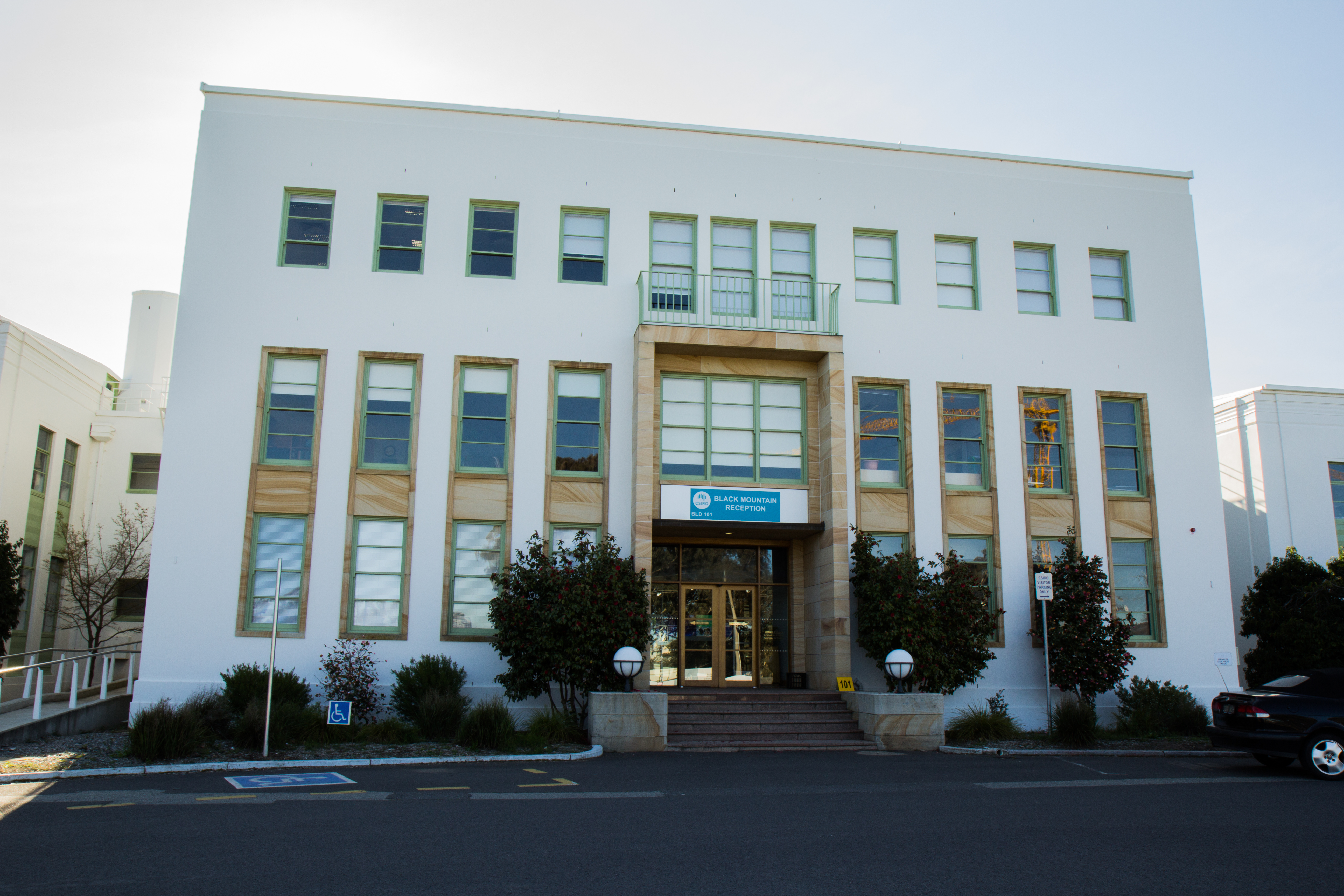
هيئة البحوث الأسترالية (CSIRO) الرئيسي في أستراليا.

غالبًا ما يموَّل البحث العلمي من خلال عملية تنافسية يحدث فيها تقييم المشروعات البحثية المحتملة ويتلقى التمويل الواعد فقط. مثل هذه العمليات، التي تديرها الحكومة أو الشركات أو المؤسسات، تخصص الأموال الشحيحة. إجمالي تمويل البحوث في معظم البلدان المتقدمة يتراوح بين 1.5% و3% من الناتج المحلي الإجمالي. في منظمة التعاون الاقتصادي والتنمية، ينفذ قرابة ثلثي البحث والتطوير في المجالات العلمية والتقنية من قبل الصناعة، و20% و10% على التوالي من قبل الجامعات والحكومة. نسبة التمويل الحكومي في بعض الصناعات أعلى، وتهيمن على البحوث في العلوم الاجتماعية والإنسانية. وبالمثل، توفر الحكومة، مع بعض الاستثناءات (مثل التكنولوجيا الحيوية) الجزء الأكبر من الأموال للبحث العلمي الأساسي. خصصت العديد من الحكومات وكالات لدعم البحث العلمي. تشمل المنظمات العلمية البارزة مؤسسة العلوم الوطنية في الولايات المتحدة، والمجلس الوطني للبحث العلمي والتقني في الأرجنتين، وهيئة البحوث الأسترالية في أستراليا، والمركز الوطني الفرنسي للبحث العلمي في فرنسا، وجمعية ماكس بلانك ومؤسسة البحوث الألمانية في ألمانيا، والمجلس الأعلى للبحوث العلمية في إسبانيا.

### الوعي العام بالعلم

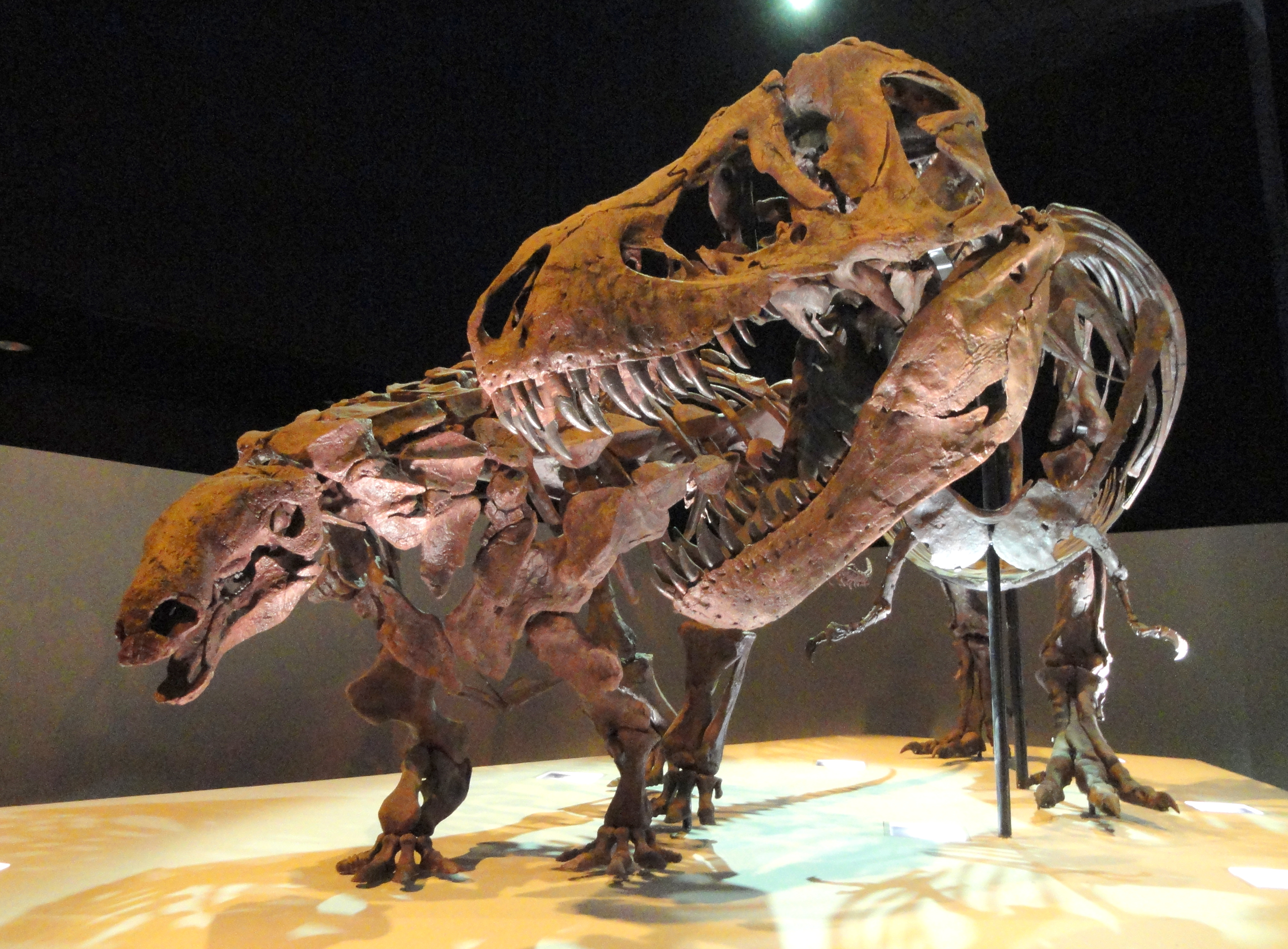
معرض الديناصورات في متحف هيوستن للعلوم الطبيعية.

يرتبط الوعي العام بالعلوم بالمواقف والسلوكيات والآراء والأنشطة التي تشكل العلاقات بين العلم والجمهور العام. إنه يدمج العديد من الموضوعات والأنشطة مثل الاتصالات العلمية والمتاحف العلمية والمهرجانات العلمية والمعارض العلمية والعلوم في الثقافة الشعبية. ابتكر علماء الاجتماع مقاييس مختلفة لقياس فهم الجمهور للعلوم مثل المعرفة الواقعية، والمعرفة المبلغ عنها ذاتيا، والمعرفة الهيكلية.

### الصحافة العلمية
تواجه وسائل الإعلام عددًا من الضغوط التي يمكن أن تمنعها من تصوير الادعاءات العلمية المتنافسة بدقة من حيث مصداقيتها داخل المجتمع العلمي ككل. قد يتطلب تحديد مقدار المعرفة لإعطاء جوانب مختلفة في النقاش العلمي خبرة كبيرة في هذا الشأن. قليل من الصحفيين لديهم معرفة علمية حقيقية، وحتى أن التغلب على المراسلين الذين يعرفون الكثير عن بعض القضايا العلمية قد يكونون جاهلين بالقضايا العلمية الأخرى التي يطلب منهم تغطيتها فجأة.

### تسييس العلم

نتائج سبع ورقات من 2004-2015 لتقييم الإجماع العلمي الساحق على الاحترار العالمي من صنع الإنسان، على عكس الجدل السياسي حول هذه القضية، لا سيما في الولايات المتحدة.

يحدث تسييس العلم عندما تستخدم الحكومة أو مجموعات العمل أو جماعات الضغط الدعوة القانونية أو الاقتصادية للتأثير على نتائج البحث العلمي أو طريقة نشره أو الإبلاغ عنه أو تفسيره. هناك العديد من العوامل التي يمكن أن تعمل كجوانب من تسييس العلم مثل الشعوبية المناهضة للفكر والتهديدات المتصورة للمعتقدات الدينية وخصوصية ما بعد الحداثة والخوف من المصالح التجارية. عادةً يحدث تسييس العلم عند تقديم المعلومات العلمية بطريقة تؤكد عدم اليقين المرتبط بالأدلة العلمية. استخدمت أساليب مثل تغيير المحادثة، وعدم الاعتراف بالحقائق، والاستفادة من الشك في الإجماع العلمي لكسب المزيد من الاهتمام للآراء التي قوضتها الأدلة العلمية. تشمل الأمثلة على القضايا التي تضمنت تسييس العلم جدال الاحتباس الحراري، والآثار الصحية للمبيدات، والآثار الصحية للتبغ.

### العلم والدين

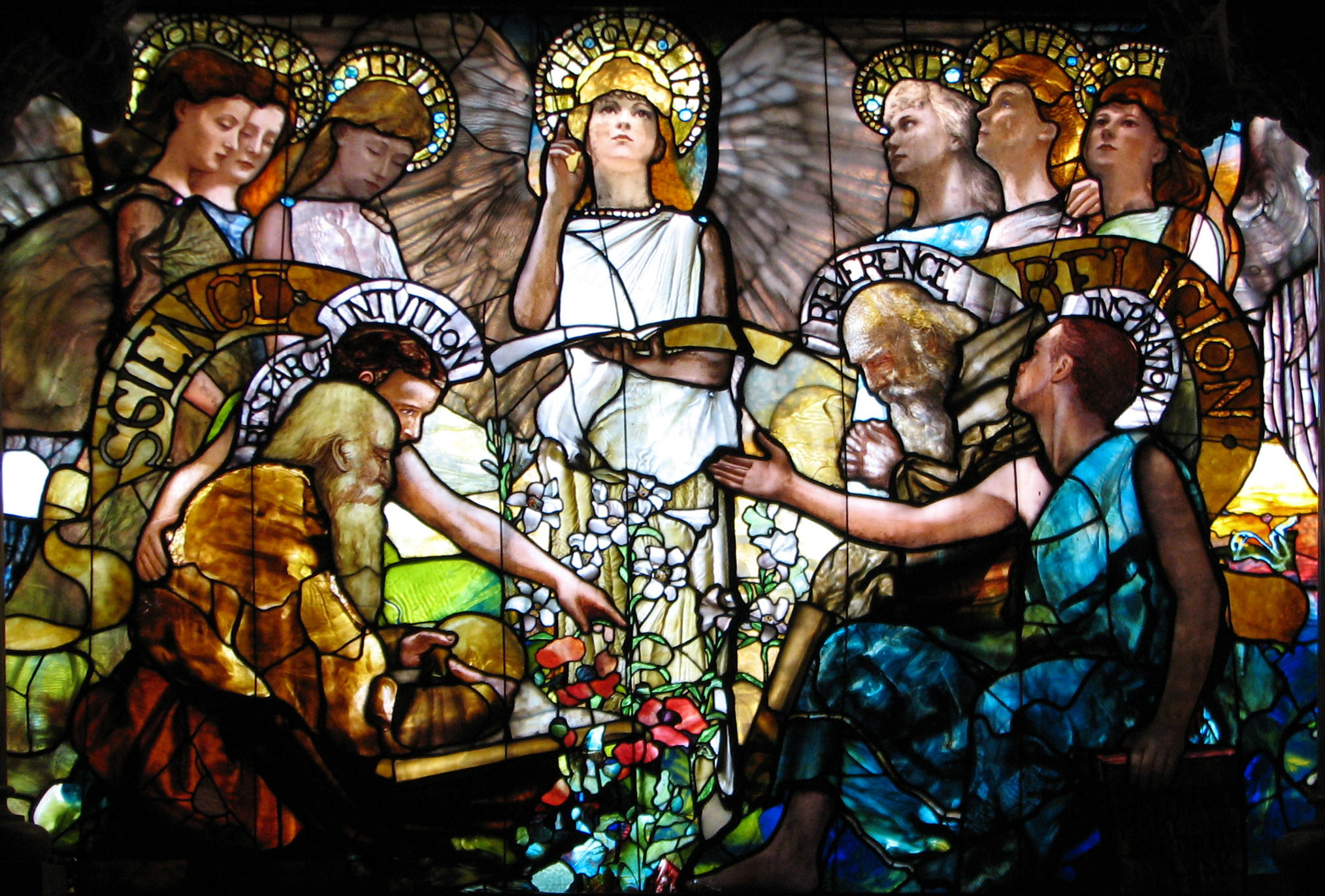
تصوير العلوم والدين في وئام في نافذة لويس كومفورت تيفاني (1890).

تتخذ علاقة العلم بالدين أشكالاً متعددةً؛ بسبب احتواء كل منها على فروع مختلفة ومتنوعة. للعلم والدين أيضاً مناهج وأسئلة تختلف عن بعضها البعض. تقترب طبيعة المنهج العلمي من الشكل التجريبي الذي يشتمل على المواضيع الفيزيائية والمادية والكمية والحسابية والتعريفية. أما الدين فيشتمل على أساس الاعتقاد غالبا ما تكون لها علاقة بالماورائيات. ويختلف العلم عن الدين من المنظور التاريخي اختلافا كبيرا. على مر التاريخ؛ يدعي بعض العلماء والمفكرون بأن العلم والدين لا يتوافقان ويتعارضان في بعض الأعمال. وبصفة عامة؛ فإن العلم يعتمد على البراهين أما الدين فيعتمد على الاعتقاد، أما البعض الآخر فيقول عكس ذلك. ولقد سادت وجهة النظر التي تعارض الدين مع العلم في القرن التاسع عشر على وجه التحديد.
من وجهة نظر معارضي هذه الفترة؛ كلما كان هناك تفاعل للعلم والدين فُتح بابًا للمشاحنات دائماً. وسيكون الدين طرفاً في الصراع مع الفكر العلمي الجديد. وعلى الرغم من هذا؛ عملت بعض الأسماء المشهورة مثل (جون وليام دريبر وأندرو ديكسون وايت) على نشر هذا المفهوم. ولم يعد كافياً توضيح التفاعل التاريخي واليومي بين العلم والدين حتى في فهم التعاون دون مشاحنات. وهناك أسماء لها أهمية في التاريخ العلمي الغربي التي تصادمت مباشرة مع المعتقدات الدينية أمثال (كوبرنيكوس، جاليليو، كبلر وروبرت بويل) وأيضاً أسماء مهمة في ظل الحضارة الإسلامية مثل ابن سينا، البيروني وابن الهيثم. وعلى الرغم من هذا؛ كان العلم القضية التي يعمل من خلالها التاريخ الديني. وكانت قضايا العلم والدين التي ينظر من خلالها التاريخ والمدافعين عن عدم إمكانية توافق العلم مع الدين موجودون أيضاً اليوم. مثال على ذلك، عالم البيولوجيا التطورية الإنجليزي (ريتشارد دوكينز) الذي يدافع دفاعاً مستميتا عن استحالة توافق العلم مع الدين وعلى الجانب الآخر يوجد علماء وكتاب يقولون عكس ذلك، ومن أمثال هؤلاء العالم البيولوجي (كينيث ميلر).
وعلى مر التاريخ كان هناك مفكرون يعملون على توحيد العلم بالدين وإظهار المناهج التي لا تتعارض مع بعضها البعض. وفي العصر الحديث تظهر إمكانية توافق العلم والدين وتداخلهم في نفس المجال. ولكن لا يمكن أن يكون هذا التوافق راسخا دائما.

## وصلات خارجية
- Argentina - Science and Education (بالإنجليزية)
- Dictionary of the History of Idea، مكتبة جامعة فرجينيا. (بالإنجليزية)
- Nature of Science، جامعة كاليفورنيا. (بالإنجليزية)
- U.S. government science information (بالإنجليزية)
- Understanding Science (بالإنجليزية)